# Солнцезащитные очки

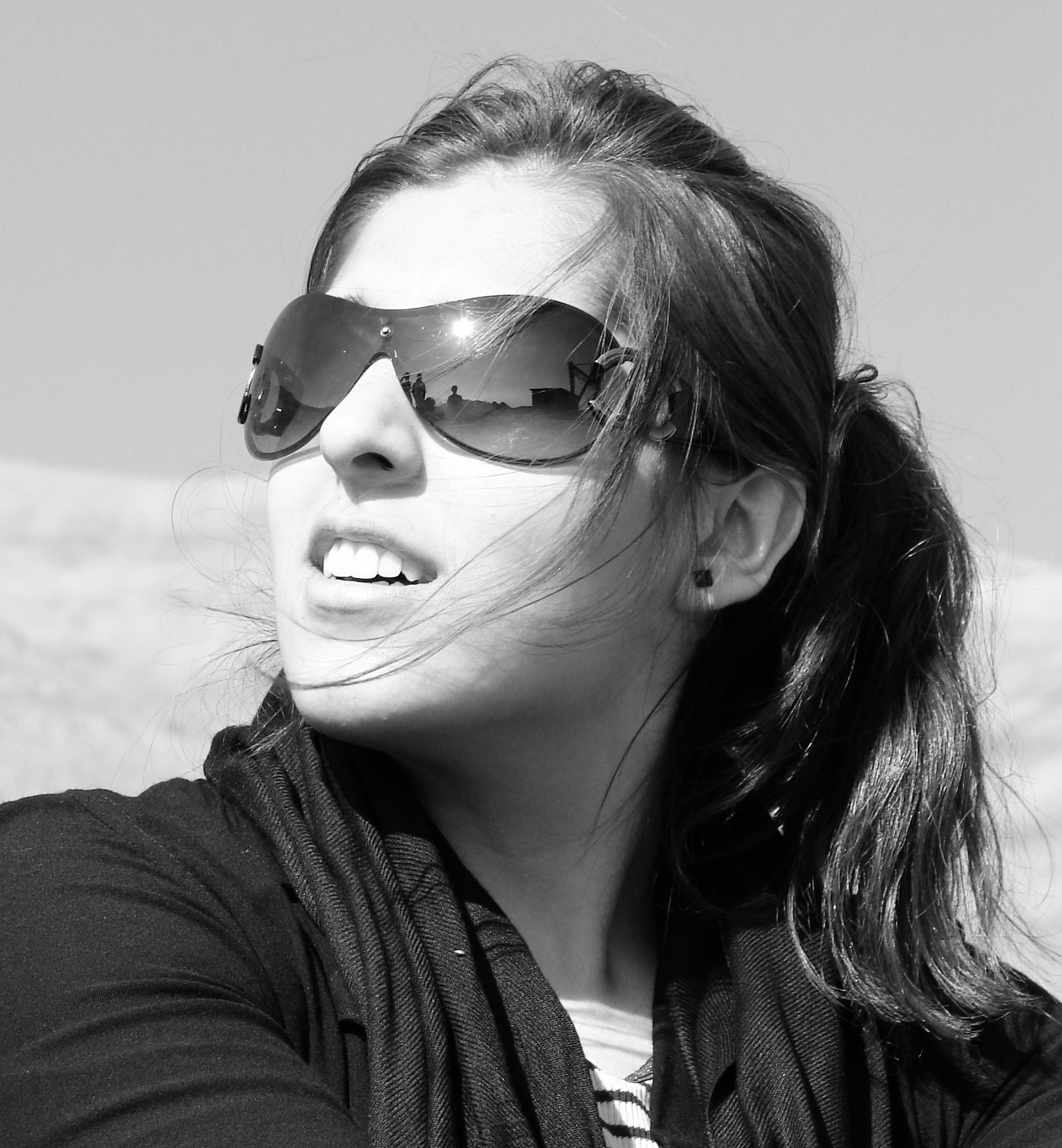
Большие линзы солнцезащитных очков обеспечивают хорошую защиту от прямого солнечного света, широкие дужки защищают от рассеянного света

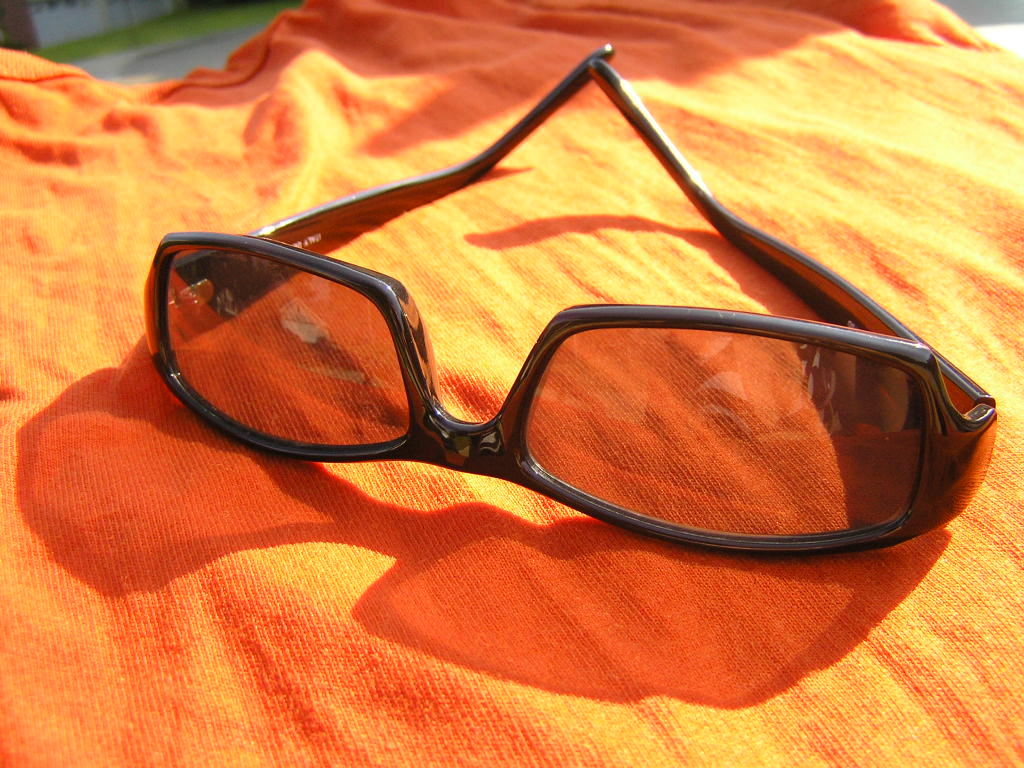
Солнцезащитные очки часто используются на пляже

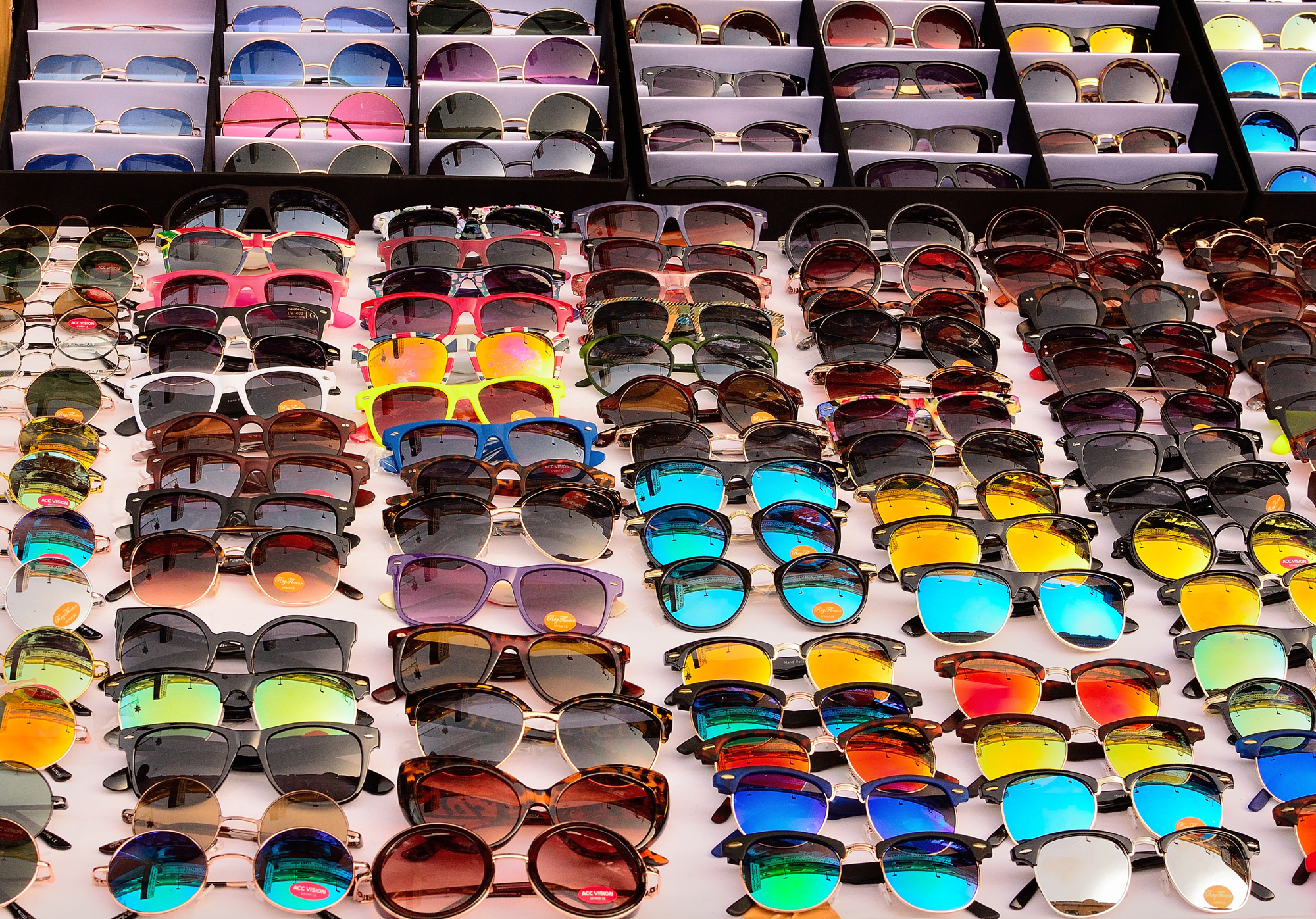
солнцезащитные очки со стёклами разных цветов

Солнцезащитные очки — очки, используемые для защиты глаз от солнечного света и ультрафиолетовых лучей. Для людей с плохим зрением выпускают солнцезащитные очки с диоптриям или очки со стёклами-хамелеон (фотохромными линзами).
Специалисты рекомендуют в любую погоду защищать глаза от ультрафиолетового излучения, которое может вызывать разнообразные заболевания глаз — от конъюнктивита до катаракты и глаукомы.

## История солнцезащитных очков

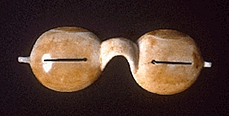
Металлические защитные очки ненцев уменьшают, а не фильтруют световой поток

### Предыстория

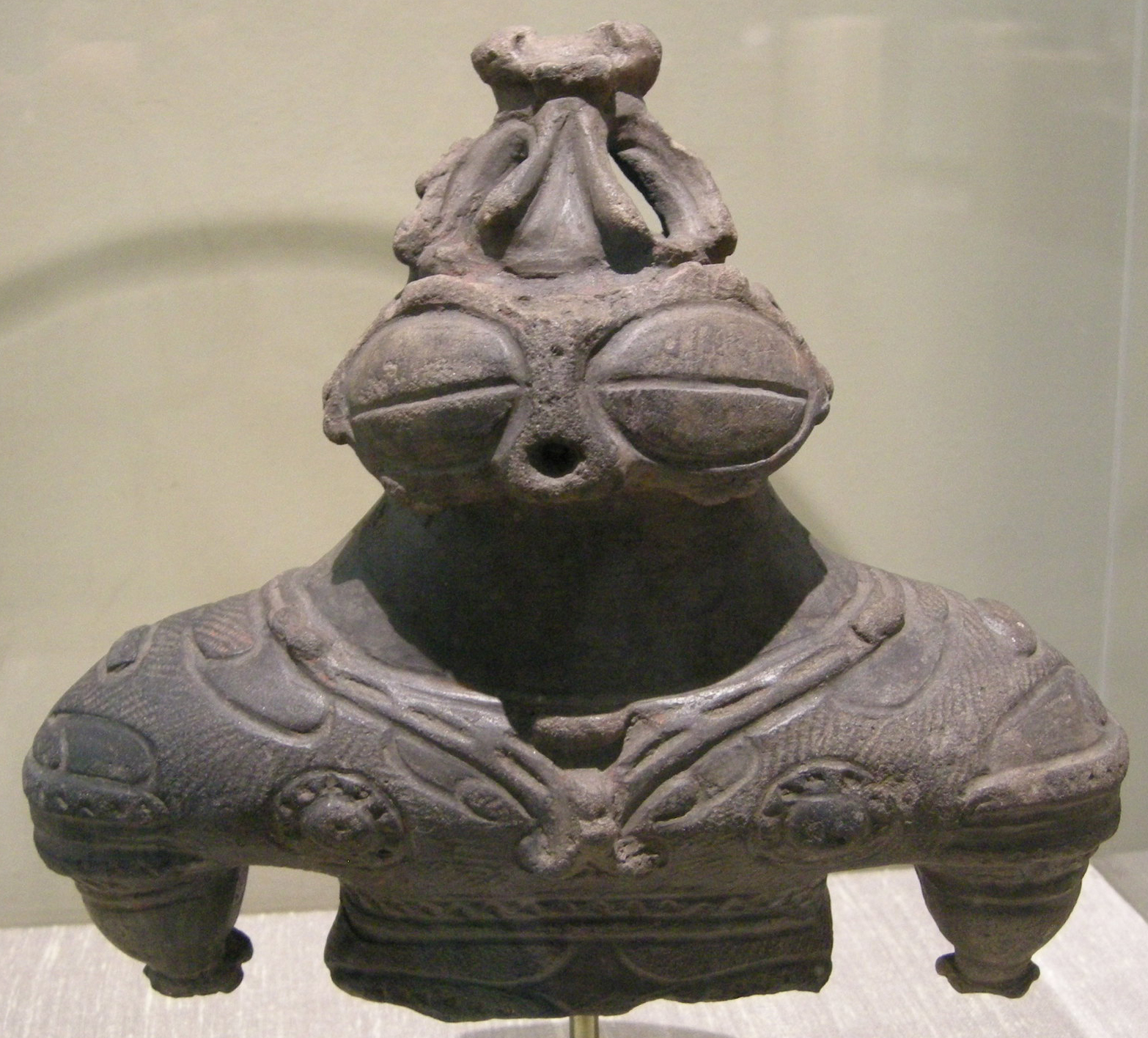
Культовая фигурка догу японской неолитической культуры Дзёмон

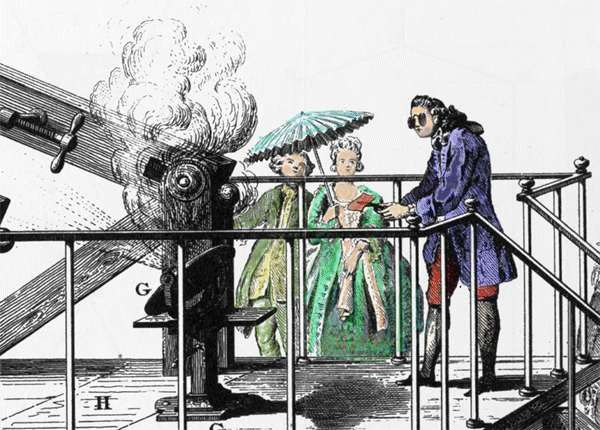
Лавуазье проводит эксперимент, связанный с горением, вызванным усиленным солнечным светом.

Первые солнцезащитные очки защищали жителей Крайнего Севера от снежной слепоты, которая в этом регионе особенно опасна весной, в период «сияния снегов», когда отражательная способность снежного покрова возрастает.
Эти очки представляли собой куски древесной коры и других материалов (в том числе кости) с прорезанными в них узкими щелями для глаз.
Также известны более поздние образцы из кости мамонта и других животных.
В своём романе «Сон в начале тумана» Юрий Рытхэу пишет: «Солнце вставало рано. Длинные тени от торосов и береговых скал быстро укорачивались. Ослепительно блистал снег. Чтобы не заболеть снежной слепотой, охотники пользовались специальными очками — тонкими кожаными полосками с узкими прорезями для глаз. Такие окуляры сильно ограничивали кругозор, зато можно было не опасаться коварных солнечных лучей».
А Владимир Обручев в своём знаменитом романе «Земля Санникова» пишет: «С раннего утра весеннее яркое солнце ослепительно засверкало по снегам необозримой равнины Ледовитого моря, расстилавшейся на запад, север и восток от северного мыса Котельного острова. Всем пришлось надеть снеговые очки, чтобы не получить мучительной болезни глаз, которой на Крайнем Севере многие подвергаются весной. Солнце стоит ещё низко, бесчисленные снежинки равнин, особенно после выпадения свежего снега, отражают лучи его миллионами крошечных зеркал своих ледяных пластинок, и получается такой яркий блеск, что глаза воспаляются. Человек слепнет на несколько дней и испытывает колющие боли, не дающие покоя. Даже самые темные очки недостаточны, если не украшены с обеих сторон ажурной сеткой из перламутра, мелкого жемчуга или бисера, закрывающей промежуток между лицом и стеклом. Туземцы носят самодельные очки, представляющие просто дощечку с узким прорезом, пропускающим минимум света, но и они не всегда спасают».
Известно, что римский император Нерон наблюдал гладиаторские бои через изумрудные зеркала. Также прообразом солнцезащитных очков пользовались легионеры, чтобы прицельно метать копья при сильном солнце.
В Древнем Китае в XII веке пластины дымчатого кварца использовались судьями не столько для защиты от яркого света, сколько для того, чтобы свидетели не видели выражение их глаз во время опроса.
Джеймс Эскот экспериментировал с цветными стёклами в середине XVIII века. Но эти очки не были солнцезащитными: Эскот считал, что стекло бирюзовых оттенков (синее и зелёное) просто улучшает зрение.
В XIX — начале XX века люди с болезненной чувствительностью к свету часто носили очки янтарных оттенков (желтые и коричневые).

### Современность

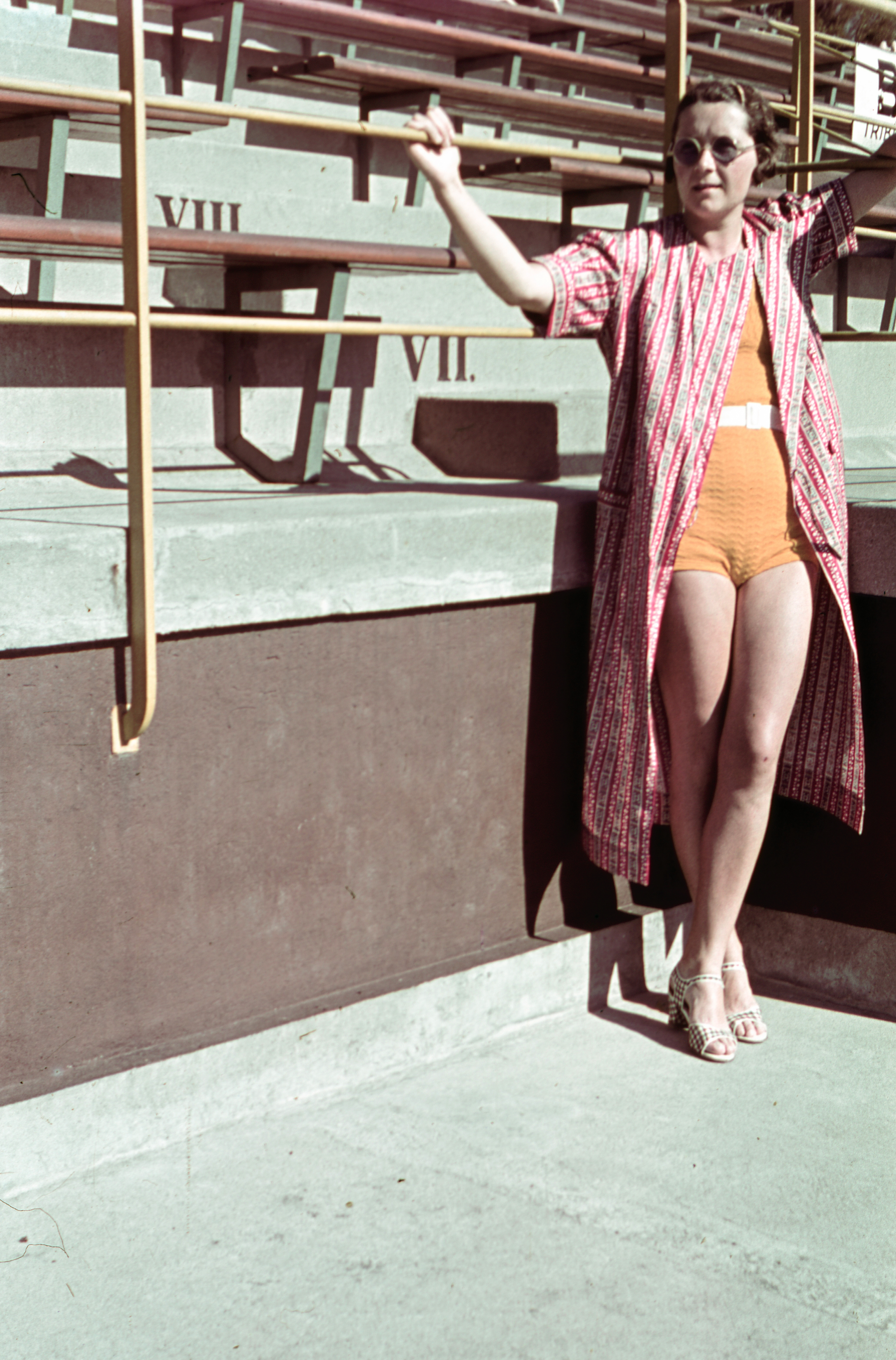
женщина в солнцезащитных очках 1938 год

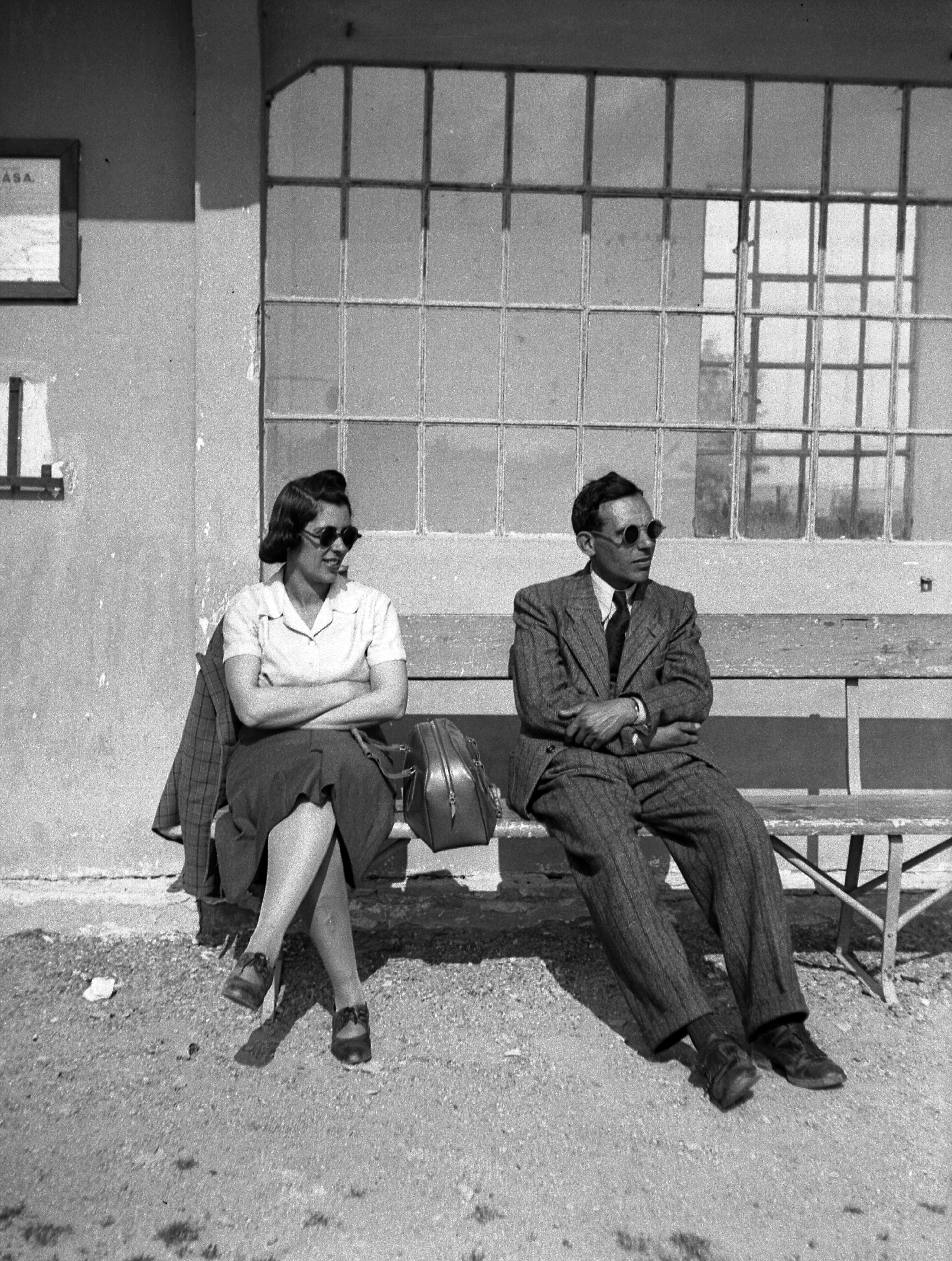
1939 год, Мужчина и женщина в солнцезащитных очках, Венгрия

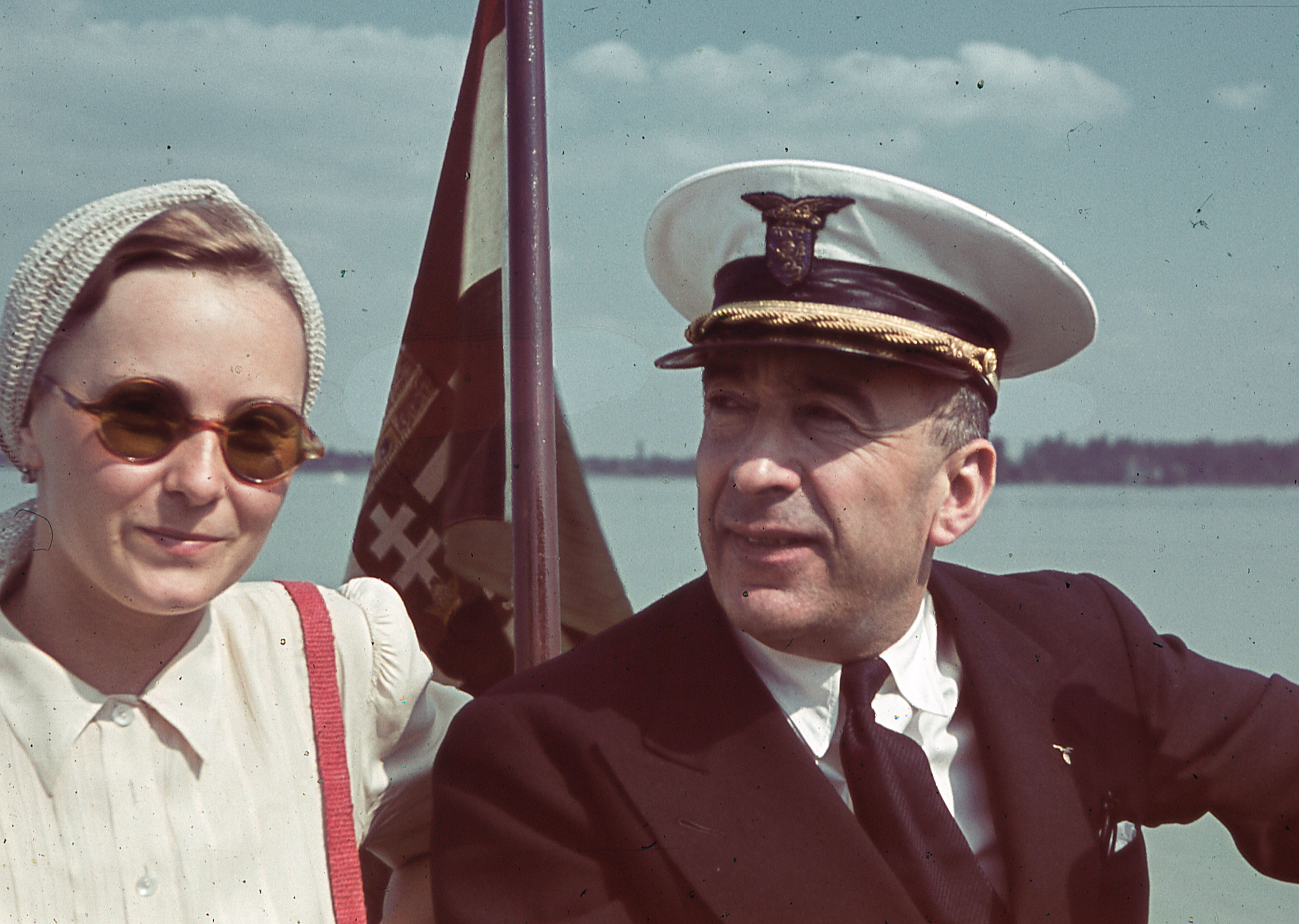
женщина в солнцезащитных очках, 1940 год

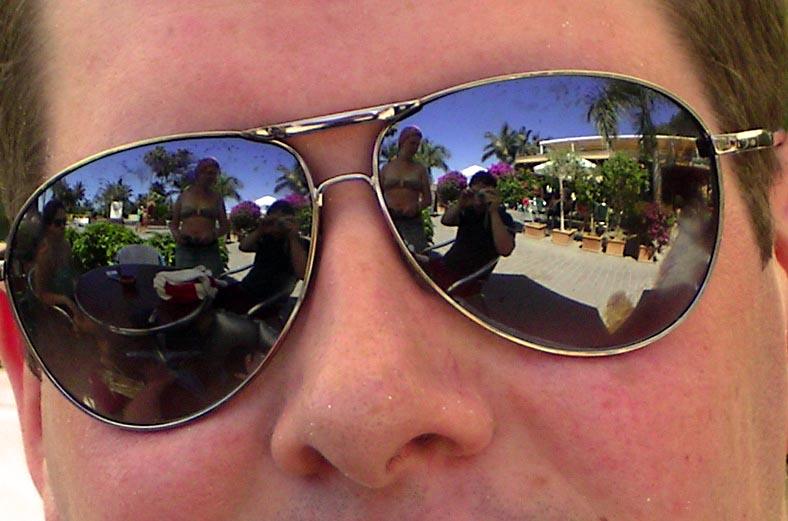
Очки «Авиаторы» с зеркальным покрытием

В начале XX века киноактёры часто носили тёмные очки, но не только для того, чтобы их не узнавали. Прежде всего, потому что их глаза постоянно краснели от мощных дуговых ламп на съёмочной площадке, так как эти лампы излучают яркий свет, содержащий ультрафиолет.
Массовое производство дешевых солнцезащитных очков началось в Америке в 1929. Сэм Фостер Грант продавал их на пляжах в Атлантик-Сити, штат Нью-Джерси.
Поляризованные очки появились в 1936, когда Эдвин Лэнд изобрел линзы с поляроидным фильтром.

## Функции солнцезащитных очков

### Улучшение зрения

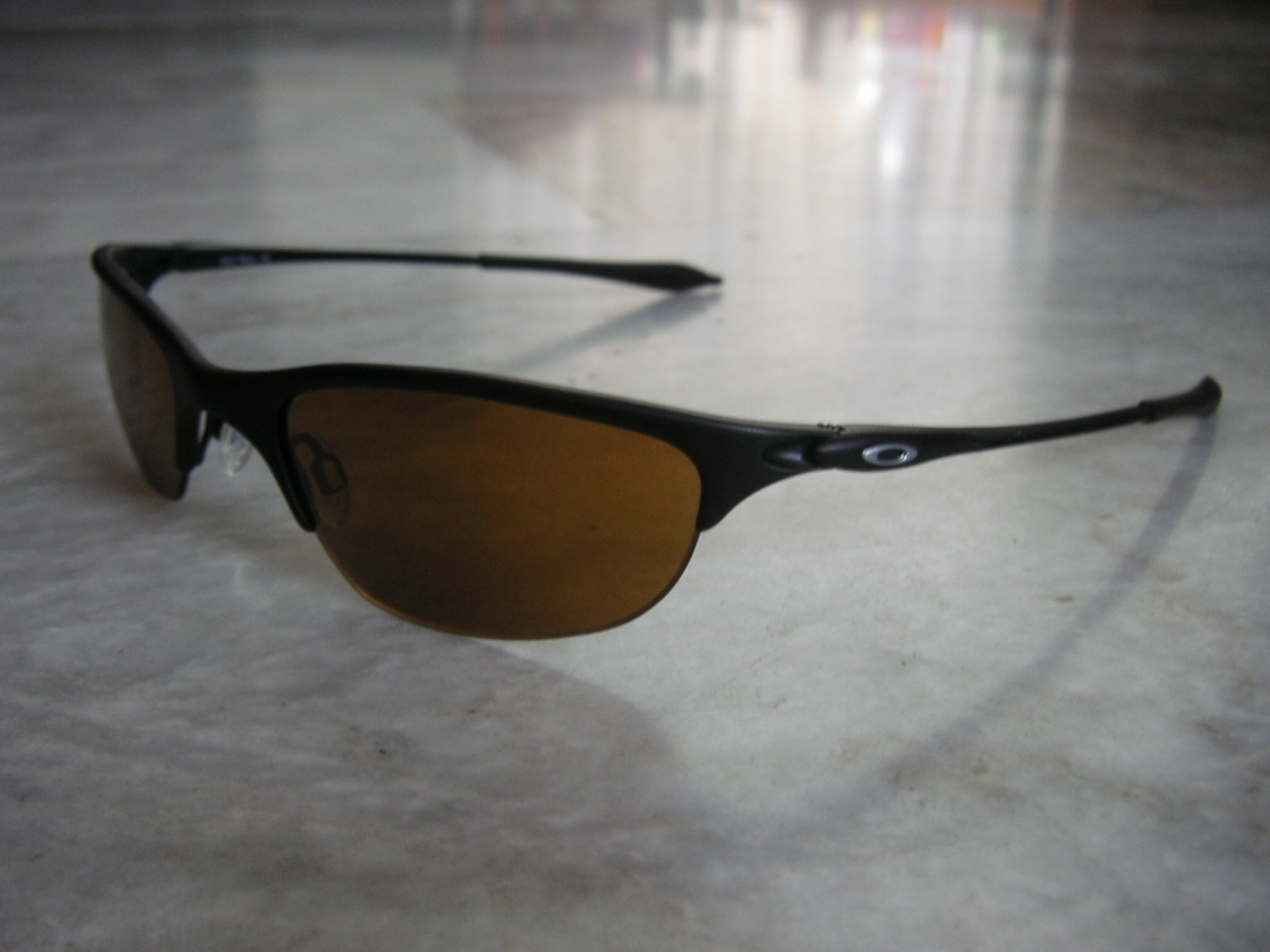
Солнцезащитные очки с тонкими дужками

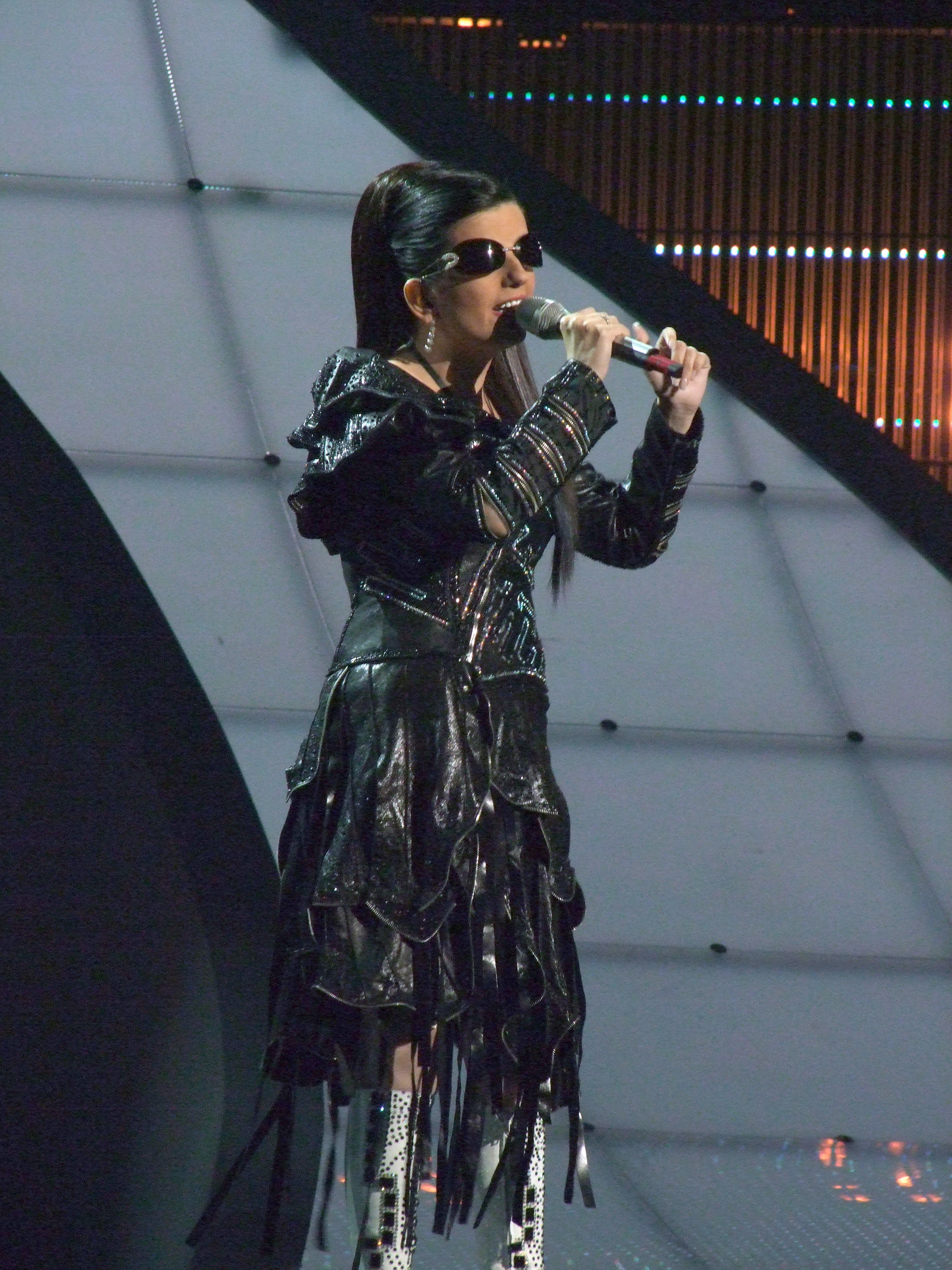
Диана Гурцкая в тёмных очках

Солнцезащитные очки улучшают ясность зрения, защищая глаза от яркого блеска.
Поляризованные линзы уменьшают блики от неметаллических поверхностей, в том числе и воды. Например, рыбаки часто их используют, чтобы видеть то, что находится под водой.

### Защита
Солнцезащитные очки защищают глаза от повреждения невидимым ультрафиолетовым излучением диапазонов UVA и UVB, которое приводит к нарушениям органов зрения.
Почти все мировые производители выпускают очки с линзами стандарта UV400, задерживающие ультрафиолет обоих опасных диапазонов (и UVA, и UVB) — фильтруют излучение с длиной волны до 400 нм.
Гораздо чаще встречаются очки UV 380, которые фильтруют только 95 % ультрафиолета.
Защитные свойства очков зависят от их формы. В тех случаях, когда нужна защита при занятиях спортом и для горного туризма, применяются очки, максимально прилегающие к лицу, что при расположении солнца сбоку исключает попадание ультрафиолета в глаза. Для экстремальных условий используются очки изогнутой формы, полностью закрывающие глаза. А для ситуаций длительного заднего освещения производители выпускают очки с линзами, покрытыми поглощающим ультрафиолет слоем на обеих сторонах линз, что исключает отражение ультрафиолета от линз даже при попадании солнечного света на них сзади.

### Проверка солнцезащитных очков
Чтобы проверить, хорошо ли очки защищают, нужно измерить их у производителя или на специальном оптическом оборудовании. Например, производители часто отмечают на своих очках стандартные показатели защиты от ультрафиолета.
Чем плотнее линзы очков прилегают к лицу (но не слишком плотно, чтобы ресницы не касались линз), тем меньше света они пропускают по краям. Ещё лучше защищают от бокового света облегающие очки. С той же целью могут использоваться широкие дужки и кожаная обшивка в виде шор.
Защиту от ультрафиолетовых лучей линз увидеть нельзя, её можно оценить только приборами. Темные линзы не всегда фильтруют ультрафиолет лучше, чем светлые. Бывает даже наоборот — от темных линз зрачки расширяются сильнее, чем от светлых, и в глаза попадает больше ультрафиолета. Но обычный видимый свет темные линзы действительно фильтруют лучше, чем светлые.
Защита от ультрафиолета также не зависит от цвета линз. Но по цвету можно определить, фильтруют ли они синий свет. Например, синие и зелёные линзы синий свет не фильтруют, а желтые и коричневые — наоборот, фильтруют слишком сильно, что приводит к искажению цветов и может быть опасно при вождении.
Можно наглядно проверить наличие поляризации: для этого нужно, глядя сквозь снятые очки на отсвечивающую неметаллическую горизонтальную поверхность, повернуть их вдоль продольной оси. Интенсивность блика увеличивается при вертикальном положении очков и уменьшается (вплоть до погашения) при горизонтальном положении. Удобнее всего в качестве проверочной поверхности использовать любой ЖК-экран: при повороте очков изображение в очках начинает затемняться (если очки поляризованные).

### Другое использование солнцезащитных очков
Солнцезащитными очками пользуются, чтобы спрятать глаза от посторонних взглядов (лучше всего для этого подходят очки с зеркальным покрытием — вместо глаз собеседник видит собственное отражение). Иногда игроки в покер носят цветные очки, чтобы соперники не догадались об их намерениях.
Солнцезащитные очки также используются по эстетическим причинам — чтобы скрыть больные глаза. Например, их часто носят слепые.
Для наблюдений за солнечными затмениями обычные солнцезащитные очки недостаточны. Потому для этой цели нужны специальные защитные очки.

### Степень защиты

Сверху вниз: очки 1, 2, 3 и 4-й категории, а также сварочные очки

По степени защиты солнцезащитные очки делятся на пять категорий по светопропусканию в видимой части спектра:
- Прозрачные — 0-я категория — 100—80 % светопропускания — рецептурные диоптрийные очки для ношения в помещении, в сумерках или ночью, водительские ночные очки, спортивные и защитные очки от снега и ветра.
- Светлые — 1-я категория — 80—43 % светопропускания — очки для пасмурной погоды и как модный аксессуар.
- Средние — 2-я категория — 43—18 % светопропускания — подходят для ношения в городе и для вождения автомобиля в среднеяркую погоду, в переменную облачность.
- Сильные — 3-я категория — 18—8 % светопропускания — для защиты от яркого дневного солнца и для вождения автомобиля при сильном освещении.
- Максимальные — 4-я категория — 8—3 % светопропускания — для максимальной защиты в условиях высокогорья, на горнолыжных курортах, в снежной Арктике летом. Не предназначены для вождения автомобиля, так как в них плохая видимость при быстром переходе из света в тень и могут слабо различаться цвета светофора.

Дальнейшее затемнение — менее 3 % — относится уже к категории защитных очков от искусственных излучений, например для сварки или металлургического производства.
Наиболее распространены очки с линзами третьей категории — в летний день в них комфортно находиться и в городских условиях, и в природной среде.

## Специальные очки

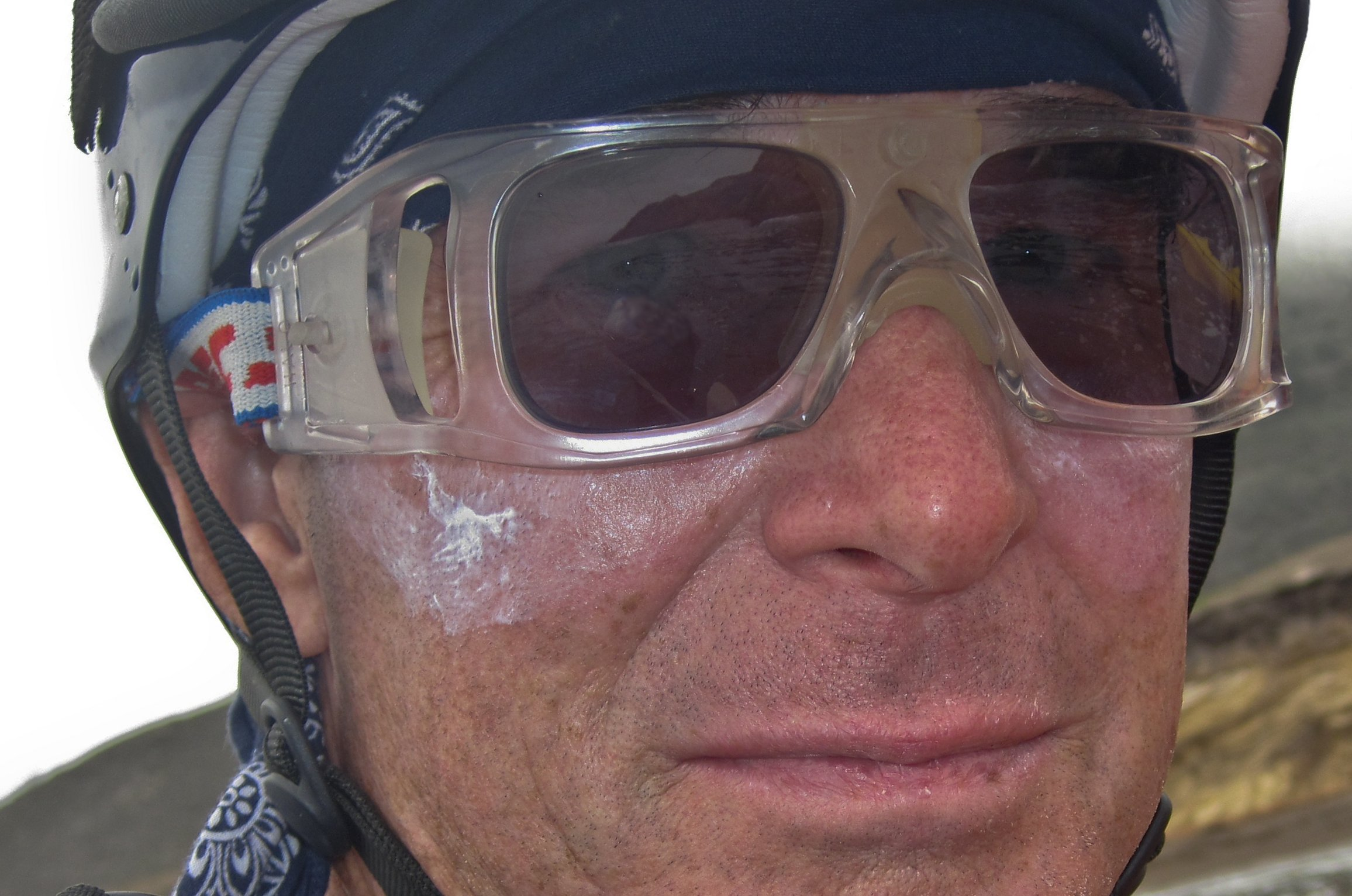
Очки для моряка

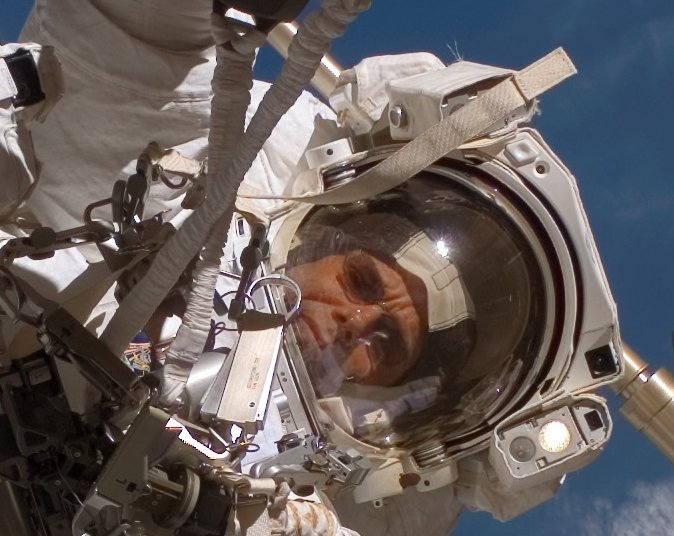
Очки для космонавта

### Спортивные очки

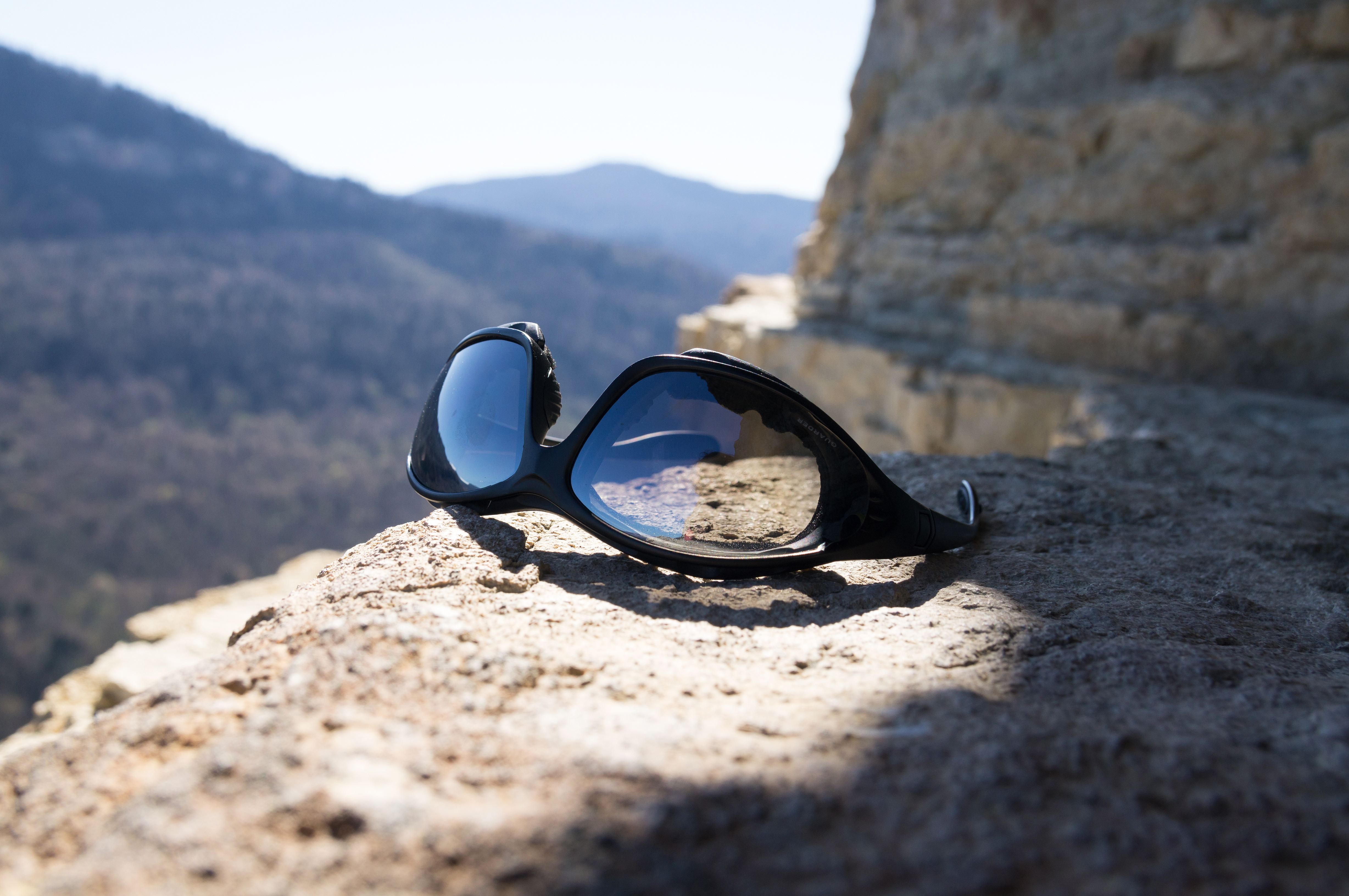
Спортивные очки

К спортивным очкам предъявляются особые требования. Они должны удобно и прочно сидеть на лице, иметь носоупоры и не должны запотевать; иногда могут иметь подвязывающую ленту на затылке (например, в лыжных видах спорта). Очки рекомендуют подбирать с помощью примерки разных моделей, так как удобная посадка конкретной модели зависит от индивидуального строения лица. Велоспорт, пробеги, триатлон, пляжный волейбол — вот далеко не полный перечень видов спорта, спортсмены которых активно используют солнцезащитные очки.
Очки для водных видов спорта, кроме того, должны иметь повышенную плавучесть и не запотевать.
Альпинисты и полярники путешествуют по снегу и льду, свет от которых сильно отражается (включая ультрафиолет) — особенно на большой высоте. Поэтому они используют так называемые снеговые очки — большие круглые затемнённые линзы с кожаной обшивкой, не пропускающей свет по краям.

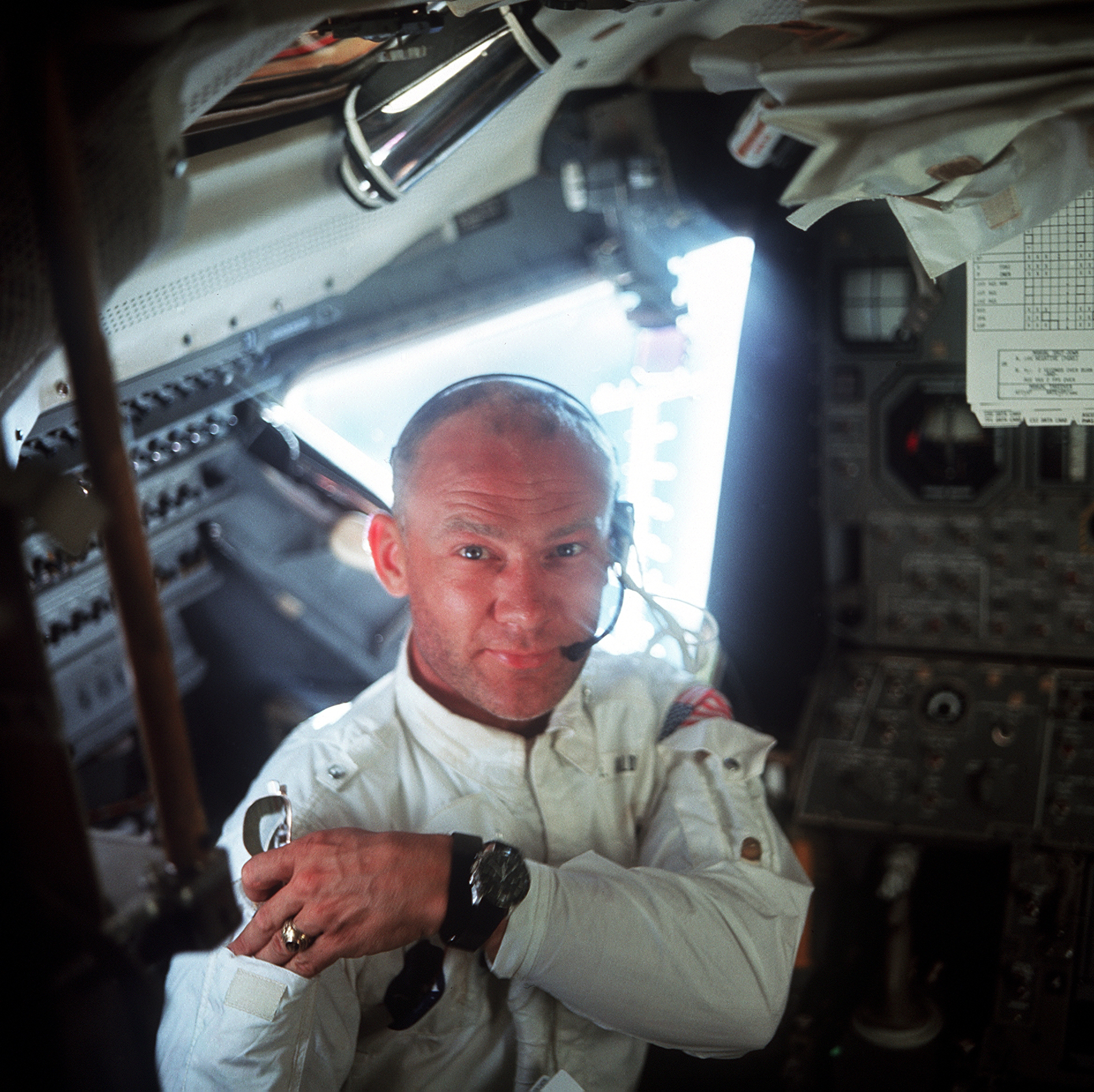
Базз Олдрин перед посадкой на Луну

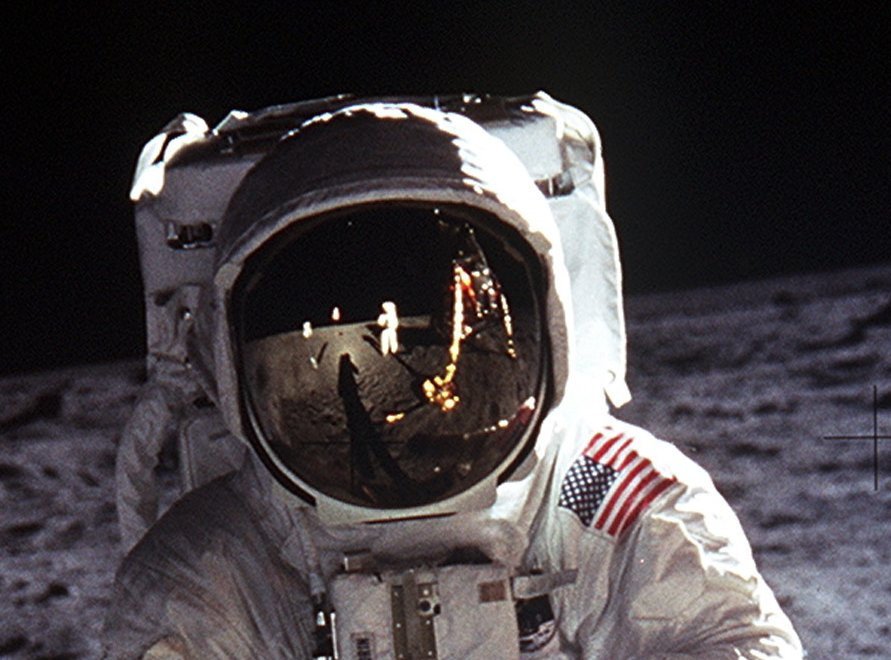
Забрало шлема защищает глаза космонавта

### Космические очки
В космосе нужна особая защита, так как там ультрафиолетовые и инфракрасные лучи не поглощаются атмосферой, как на Земле. Но солнцезащитные очки как внутри космического корабля, так и в открытом космосе не обязательны, поскольку и окна космического корабля, и забрало шлема слегка затемнены и снабжены тонким золотистым фильтром для отражения избытка лучей. Но некоторым космонавтам нужны очки с диоптриями, так как в условиях невесомости их зрение может временно снизиться.
Такие очки должны быть лёгкими, хорошо держаться и не спадать с головы, так как поправить их в скафандре может быть затруднительно. Считается[кем?], что оправа космических очков должна весить не больше 10 г и не содержать ни винтов, ни шарниров, которые могут разболтаться: отлетевшие детали в невесомости не падают, а остаются висеть в воздухе и могут попасть в лёгкие человека и внутрь приборов.

## Конструкция очков

Очки 1980-90-х годов с металлическим хромовым зеркальным покрытием

Очки 2000-х годов с интерференционным зеркальным покрытием. В сравнении с предыдущими разница малозаметна, но она есть: при искусственном освещении отражение имеет радужные оттенки

Лыжные очки с более характерным интерференционным покрытием — эффект масляной плёнки

Поляроид

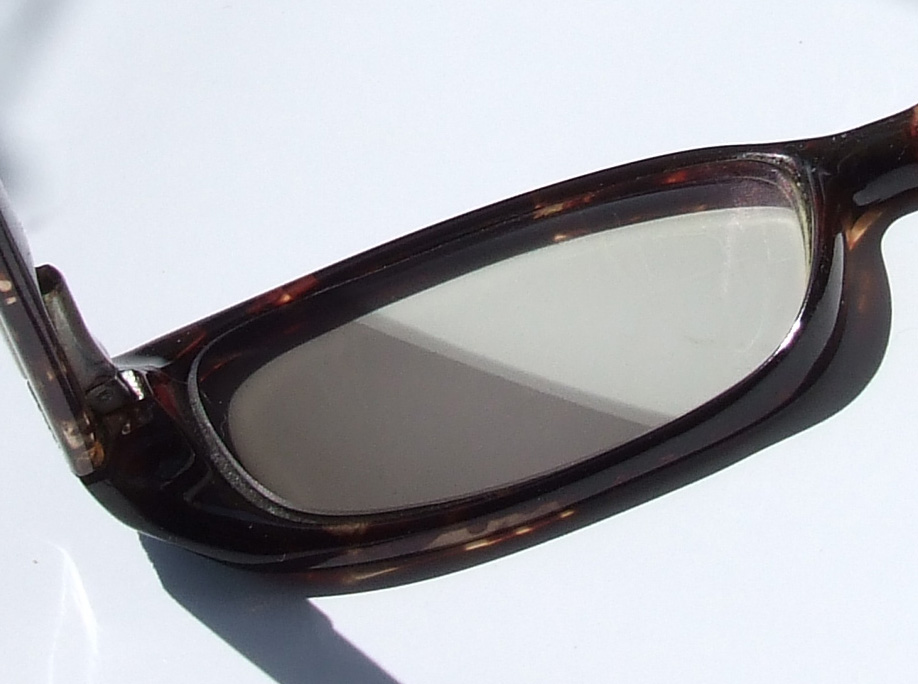
Фотохромная линза на свету, частично прикрытая бумагой. Между светлой и темной частью виден второй уровень цвета, так как фотохромные молекулы расположены на обеих поверхностях линзы

Спортивные очки 1990-х годов с неодимовыми линзами

Неофановые очки с дополнительным затемнением

### Линзы

#### Технологии затемнения
Существует несколько способов ограничения светового потока при помощи линз:
- поглощение:
  - тонирование — окраска всей массы стекла либо нанесение на прозрачную линзу затемняющего слоя;
  - фотохромный эффект (линзы-хамелеоны) — внесение в линзу вещества, темнеющего на солнечном свету;
  - поляризационный светофильтр — поглощение специальными плёнками или стеклом с кристаллами отражённого света от плоских поверхностей;
- отражение:
  - зеркальное покрытие на основе нанесения на наружную поверхность линзы одного тонкого полупрозрачного слоя какого-либо не окисляющегося металла (хром, серебро, золото, платина);
  - интерференция света при помощи многочисленных сверхтонких покрытий на линзах, которые по-разному преломляют лучи и создают эффект разноцветных зеркал. На этом же принципе основано антибликовое покрытие с обратной стороны линз.

Также существует ещё один способ снижения яркости света — применение неодимового (неофанового) стекла с оксидами редкоземельных элементов: оксида неодима или оксида дидима (смесь неодима и празеодима). Такие линзы имеют фиолетовый, коричневый и серый цвет и способны резко поглощать жёлтые лучи, из-за чего защитные очки с ними надевают во время работы стеклодувы. Ультрафиолетовые лучи такие стёкла тоже хорошо поглощают и в принципе могут использоваться для защиты от солнечного света. Из-за поглощения жёлтых лучей они усиливают видимость (как бы подсвечивают) красных, оранжевых, зелёных предметов и могут применяться водителями, поскольку обостряют видимость сигнальных огней. Однако в чистом виде дидимовые и неодимовые стёкла имеют общее поглощение света на уровне 2-й категории и при использовании в качестве солнцезащитных для очень высокой освещённости требуют дополнительных мер снижения яркости, например, окрашивания, поляризации или зеркального покрытия. Кроме того, неодимовое стекло является минеральным стеклом, оно хрупкое и плохо держит ударную нагрузку. Но его прочность значительно возрастает в виде склейки с поликарбонатной подложкой.
Исторически первыми применялись окрашенные линзы. Во второй половине 20-го века начали производиться линзы с металлическими зеркальными покрытиями. В 1960-70-х годах появились первые фотохромные, в 1980-х в массовом производстве поляризующие линзы и, наконец, тогда же изобретены самые высокотехнологичные линзы с интерференционным напылением. Последние изначально из-за необычно красочного внешнего вида представлялись как эксклюзивные и стоили дорого, несколько сотен долларов за пару очков. Сегодня, с развитием технологий и удешевлением производства, они стали массовыми и недорогими, и практически все современные зеркальные и зеркально-цветные линзы делаются интерференционными, совершенно вытеснив металлическое напыление.
Поляризованные линзы делаются с применением веществ, которые имеют способность отфильтровывать плоскополяризованные лучи, чтобы уменьшить блики от горизонтальной или почти горизонтальной отражающей поверхности (например, воды, снега, мокрого асфальта) или рассеянный свет неба. Такие линзы можно делать из стекла, но в основном их производят из пластика с покрытием из поляроидной плёнки. Поляроидная плёнка задерживает 40-60 % света, поэтому такие очки одновременно являются солнцезащитными.
Фотохромные линзы, иначе называемые «хамелеонами», темнеют от ультрафиолета. В помещении, где ультрафиолета нет, они постепенно светлеют. Фотохромные линзы делают из стекла, поликарбоната и других пластмасс.
Искусственное освещение на эти линзы обычно не действует, если в нём нет коротких ультрафиолетовых волн, которые излучает Солнце. От видимого света такие линзы темнеют гораздо меньше, так что для вождения они неудобны — оконное стекло автомобиля ультрафиолет не пропускает. Тем не менее, некоторые варианты фотохромных линз достаточно хорошо темнеют и в салоне автомобиля.
Фотохромные линзы обычно темнеют и светлеют меньше, чем за минуту, но полный переход из одного состояния в другое происходит от 5 до 15 минут, отсюда вытекает ещё один недостаток такого типа линз: при выходе на улицу, когда глаза ещё не приспособились к яркому свету, очки некоторое время не выполняют свою функцию.
В одних и тех же линзах могут одновременно применяться окраска, поляризация, градация, фотохромный эффект и зеркальное покрытие в тех или иных сочетаниях. Градация или градиентное затемнение — это когда линза сверху темнее, а внизу светлее. Очки с диоптриями тоже бывают достаточно темными или с эффектом «хамелеона», чтобы использовать их в качестве солнцезащитных. Вместо этого можно носить так называемые насадочные линзы — темные поверх оптических или наоборот.

#### Цвет линз

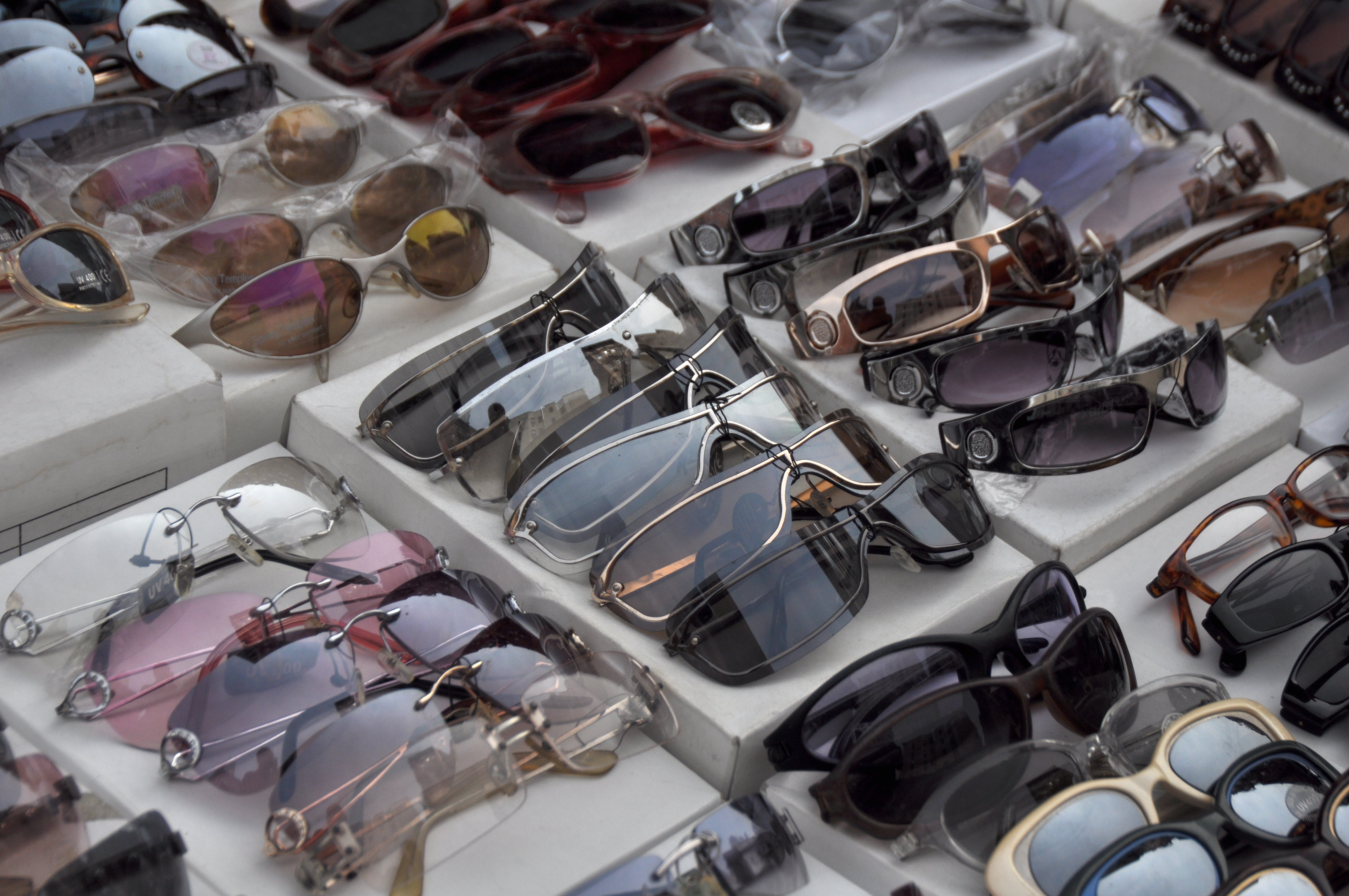
Солнцезащитные очки с линзами разных цветов

Цвет линз зависит от модели, стиля и цели использования, чаще всего используются серые, зелёные, коричневые и жёлтые цвета.
- Серые или дымчатые и серо-зелёные линзы поглощают все цветные лучи почти одинаково, сохраняют естественные цвета и считаются нейтральными.
- Зелёные линзы раньше использовали повсеместно, но оказалось, что они, пропуская самые яркие лучи спектра, меньше всего достигают цели. Теперь зелёные линзы используются в специальных очках для больных глаукомой[14].
- Коричневые линзы немного искажают цвета, но увеличивают контраст.
- Голубые и синие линзы больше всего задерживают желтые и оранжевые лучи (самые яркие); линзы используются при среднем и ярком свете, так как они увеличивают контраст, но не искажают цвета.
- Оранжевые линзы увеличивают контраст и ощущение глубины, но искажают цвета.
- Желтые также увеличивают контрасты, но почти не затемняют; потому такие линзы используются теми, кому нужно более чёткое видение в пасмурную и туманную погоду.
- Янтарные линзы рекомендуются при искусственном освещении после темноты.
- Розовые делают окружающий мир красочнее и обостряют резкость контрастов (знаменитое словосочетание «розовые очки»)
- Фиолетовые линзы чаще всего используются просто для красоты.
- При работе с компьютером можно использовать слегка затемнённые линзы, чтобы увеличить контраст.
- Прозрачные линзы используются для защиты глаз от ветра, пыли и химикатов. В некоторых очках предусматривается замена линз, чтобы ими можно было пользоваться как при слабом утреннем и вечернем свете, так и в яркий полдень.

Линзы с зеркальным покрытием и с отражающим покрытием интерференционного типа может быть цветным, причём цвет зеркала не зависит от цвета линзы. Например, могут быть серые линзы с синим зеркалом или коричневые линзы с серебряным зеркалом. Эта зеркальная поверхность мало поглощает тепловые солнечные лучи и нагревается меньше линз без зеркала.
Металлические зеркальные покрытия бывают серебристые и металлически-жёлтые. Например на шлемах космических скафандров защитный светофильтр изготовлен напылением золота и имеет жёлтый цвет.
Интерференционные покрытия отличаются от обычных зеркальных гораздо бо́льшим цветовым разнообразием, так как их цвет зависит не только от применяемых веществ, но от количества и толщины преломляющих слоёв. В зависимости от толщины и количества они отражают ту или иную цветовую часть спектра от общего подающего светового потока и потому могут быть любых цветов от зеркально-серебристого до тёмно-фиолетового, а некоторые линзы переливаются цветами при рассматривании с разных сторон (эффект типа радужного отражения от масляной или бензиновой плёнки на воде).
Недостаток зеркальных и интерференционных покрытий в том, что оно обычно легко покрывается царапинами и теряют не только внешний вид, но и свою светозащиту и прозрачность.

#### Материал линз
Линзы очков бывают:
- стеклянные (минеральные)
- пластмассовые (органические):
  - акриловые;
  - поликарбонатные;
  - полиуретановые.

Задняя сторона очков без антибликового покрытия (слева) и с покрытием (справа). Обратите внимание на окрашенные синие блики линз с покрытием

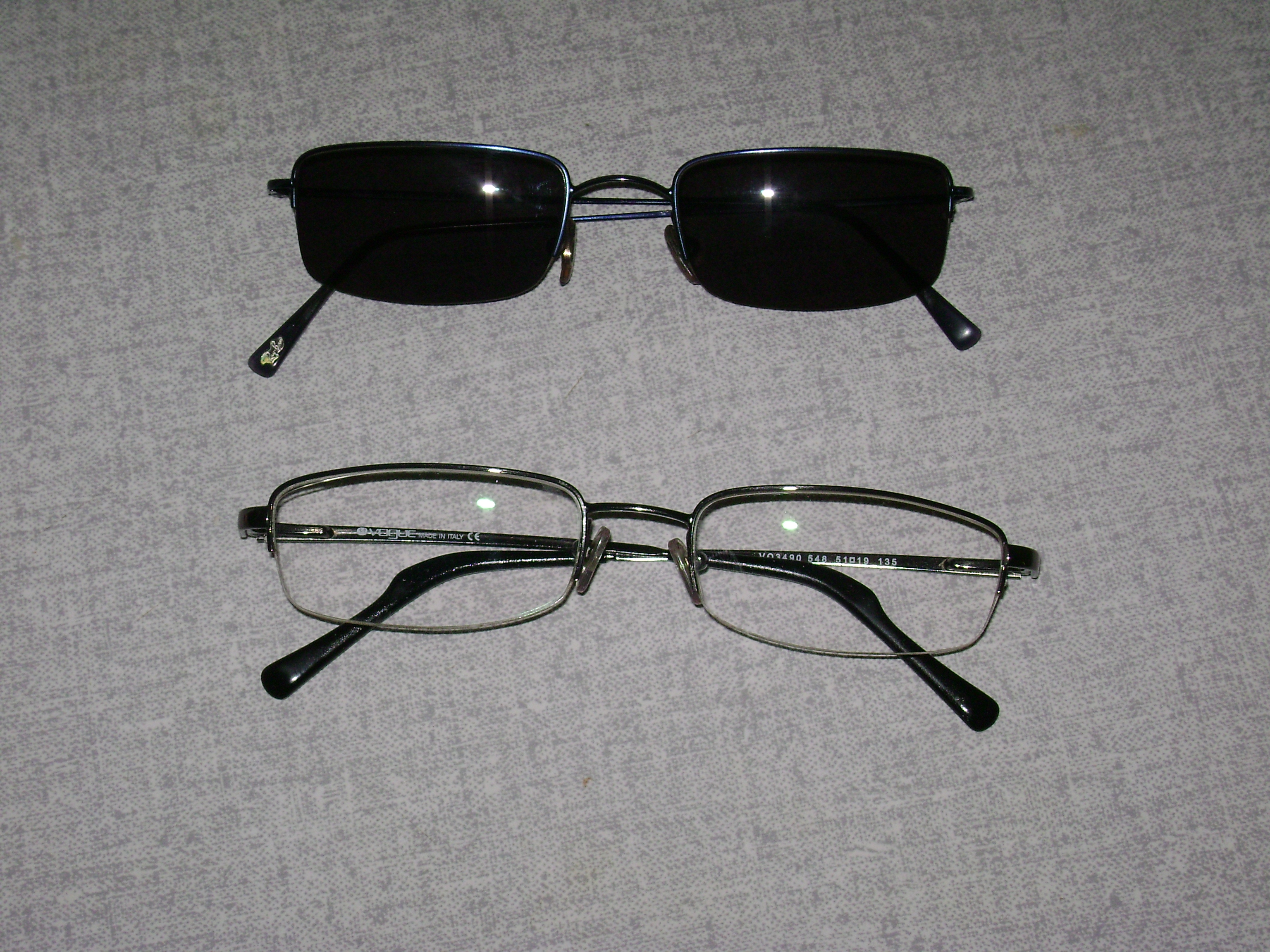
Тёмные (сверху) и прозрачные (внизу) очки с диоптриями

Хорошо изготовленные стеклянные (минеральные) линзы медленно покрываются царапинами, но они более тяжёлые и хрупкие, при ударе могут разбиться и травмировать глаза острыми осколками. Линзы из искусственных материалов (органическое стекло) травмобезопасны, более лёгкие и намного менее чувствительны к удару, но легко царапаются, особенно если не имеют упрочняющих покрытий.
В основном пластиковые линзы с упрочняющими покрытиями служат дольше, но в большинстве случаев всё равно уступают в стойкости к царапинам линзам из стекла.
По светопроницаемости стеклянные и пластиковые линзы идентичны (до 99 %). Конечный процент светопропускания зависит от качества вакуумных мультипокрытий на линзе, а качество мультипокрытий — от количества и особенностей вакуумных слоев покрытий.
Наиболее гибкими и прочными являются поликарбонатные линзы, так как они способны компенсировать удары: после физического воздействия на линзу она возвращается в свою первоначальную форму. Поэтому такие линзы являются наилучшими для установки в безободковые и полуободковые, в том числе спортивные оправы. Они идеальны для занятий спортом, для детей, так как максимально ударопрочные и, как следствие, травмобезопасные.

### Оправы

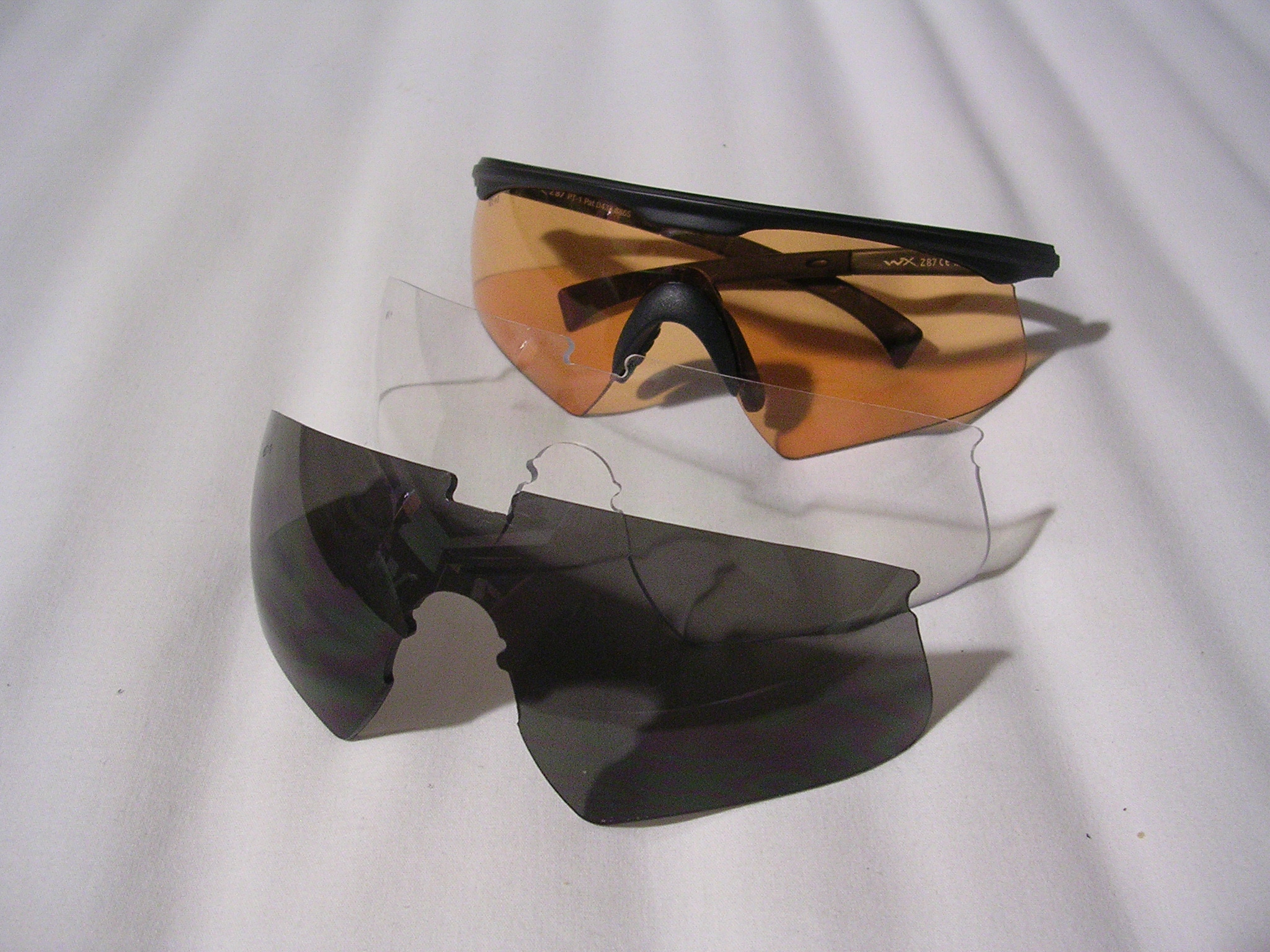
Очки с нейлоновой полуоправой и сменными линзами

Оправы делаются из различных пластмасс, нейлона или металлического сплава.

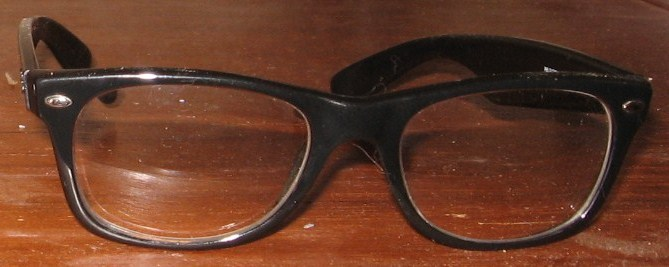
Очки в роговой оправе

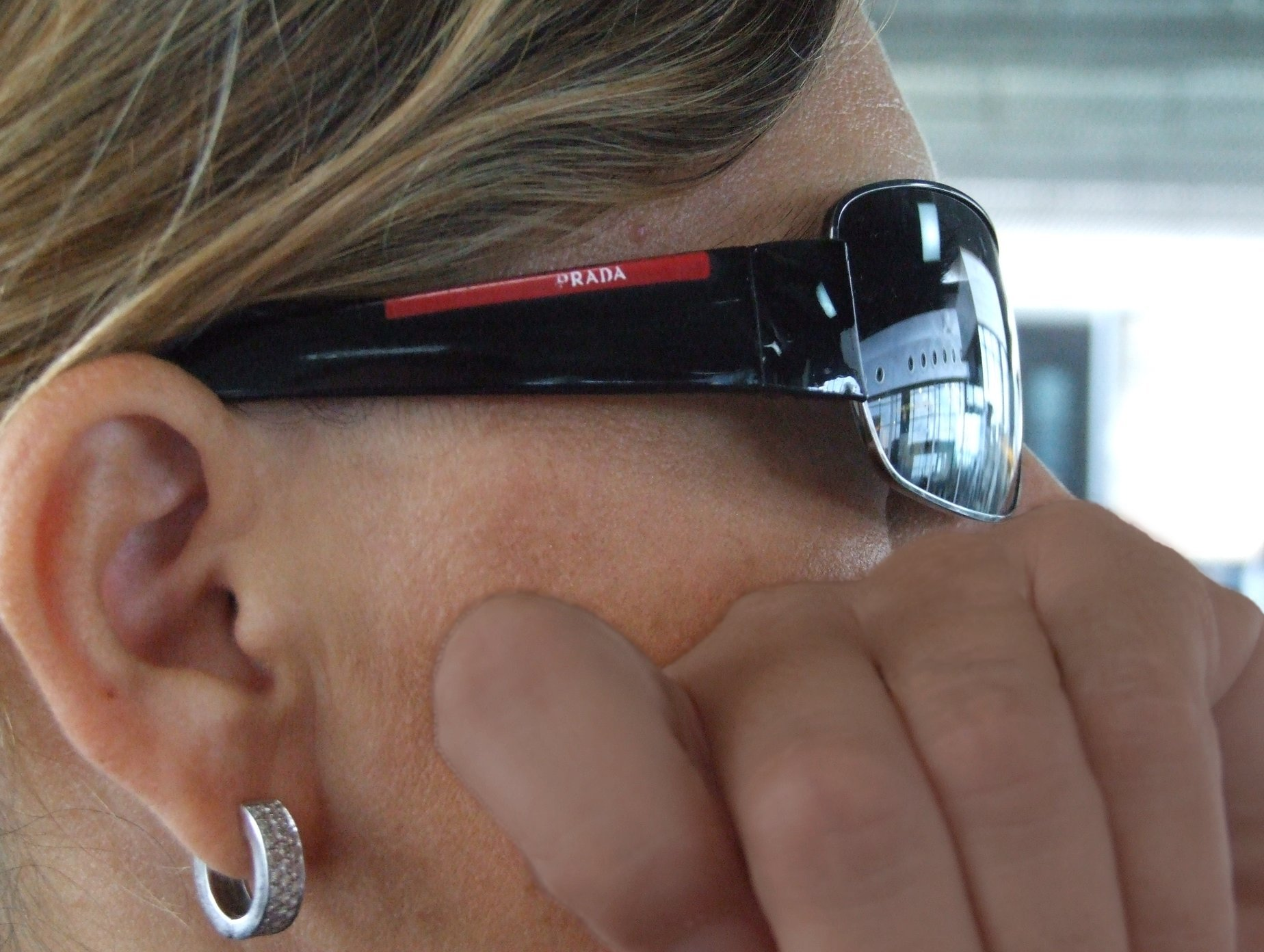
Широкие дужки ограничивают световой поток по краям

Раньше вместо пластмассы применяли роговой слой панциря черепах, сегодня этот дорогой материал имитируется гораздо более дешёвым целлулоидом. Роговые оправы довольно толсты, могут быть тёмными или пёстрыми жёлто-коричневого цвета.
Нейлоновые оправы лёгкие и гибкие, используются в спорте. Под давлением они не ломаются, а гнутся и возвращаются в прежнее положение. Эта гибкость позволяет оправе плотнее прилегать к лицу.
Металлические оправы более твердые, поэтому для прилегания используются дужки с пружинами.
Концы дужек и носоупоры делаются из резины или пластмассы. Обычно концы дужек делают изогнутыми с захватом за уши. Другой тип — прямые дужки с захватом за виски — называются «оглобли». Первые очки обтекаемой формы с такими дужками начала делать фирма Oakley в 1990-е годы, чем составила тогда значительную конкуренцию другим производителям.
Есть три вида оправ: ободковая оправа, полуободковая, и безободковая.
Ободковая оправа проходит вокруг линз.
Полуободковая оправа прикрепляется к верхней части линз. Нижний край линзы прикреплён с помощью лески.
В безободковой оправе дужки привинчиваются непосредственно к линзам. Очки без оправы бывают двух видов: из двух линз, соединённых вместе, и из одной сплошной линзы с дужками.
Спортивные очки выпускаются со сменными линзами разных цветов. Это чаще всего зависит от условий освещения и характера работы. Причина в том, что набор линз удобнее и дешевле, чем несколько пар очков. Кроме того, линзы можно заменить, если они испортятся или потеряются. Чаще всего очки со сменными линзами состоят из одной линзы на оба глаза. Очки, которые состоят из двух линз, встречаются гораздо реже.

### Перемычка
Линзы в оправе соединяются перемычкой.
Если у человека крупный нос, перемычка должна быть ниже, если маленький — выше.
Для «авиаторов» характерна двойная, а иногда даже и тройная перемычка.
Цветными делаются также сферические, цилиндрические и призматические.

### Носоупоры
Ниже перемычки располагаются носоупоры, чтобы ни линзы, ни оправа не давили на щёки и нос. У пластмассовых очков носоупоры часто представляют собой одно целое с обводами оправы.

## Модели солнцезащитных очков (по алфавиту)

### «Авиаторы»

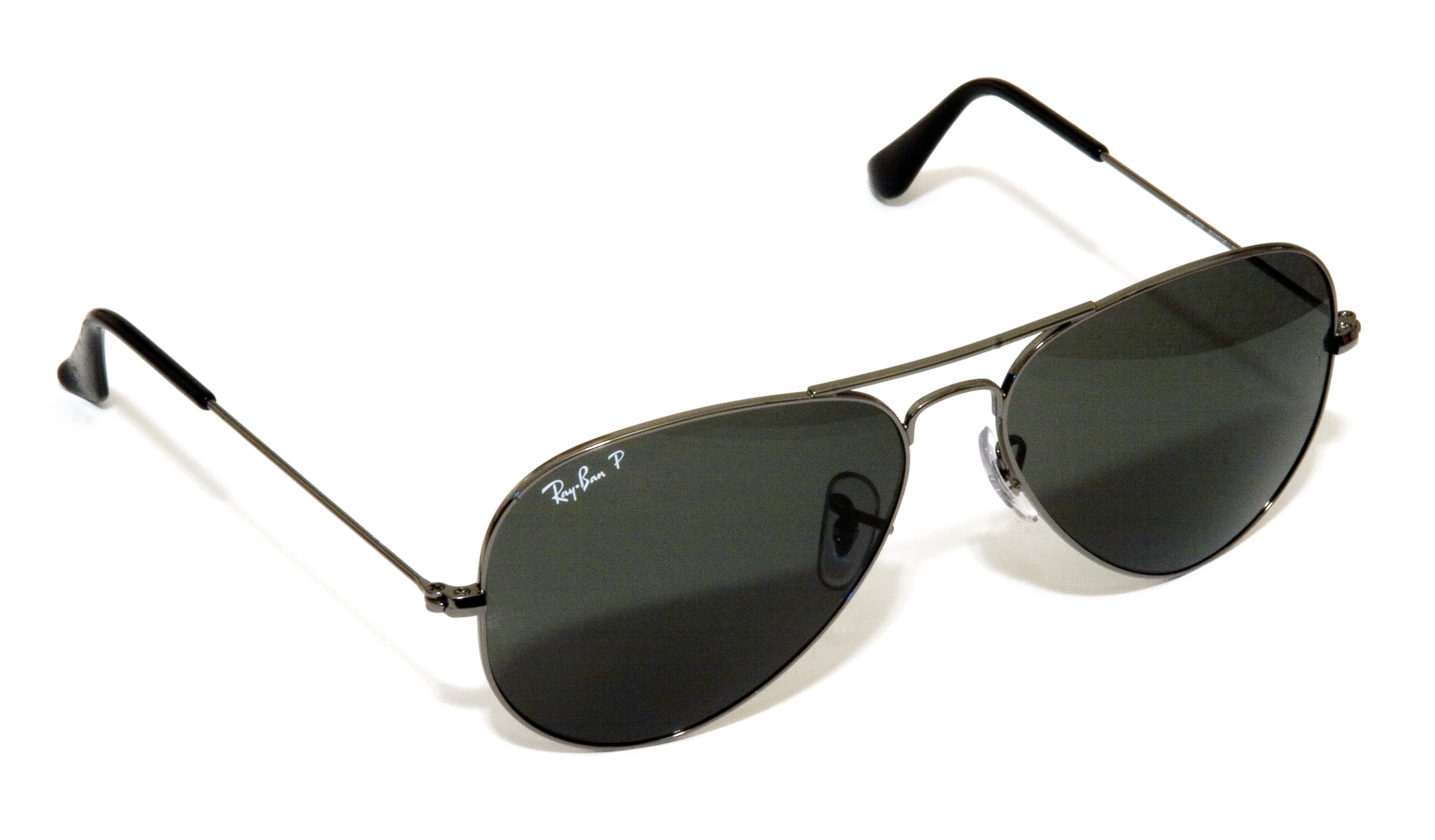
«Авиаторы»

«Авиаторы», или «капельки», — это модель с большими каплеобразными линзами и тонкой металлической оправой. Во второй половине 1930-х и начале 1940-х годов группа американских фирмам Bausch & Lomb, American Optical, The Chas. Fischer Spring Co., Wilson Optical и Rochester Optical Co. выпускали по военному заказу защитные очки под названием AN6532 (Army/Navi, порядковый номер заказа 6531) в огромных количествах (несколько миллионов штук) для лётчиков и моряков. Несмотря на утилитарность, эти очки имели передовые свойства: каплеобразные и выпуклые линзы, пластиковые носоупоры и упор на лоб, пружинные дужки. Обычно применявшиеся в это время очки были с круглыми и плоскими линзами и имели только один металлический упор на переносицу.

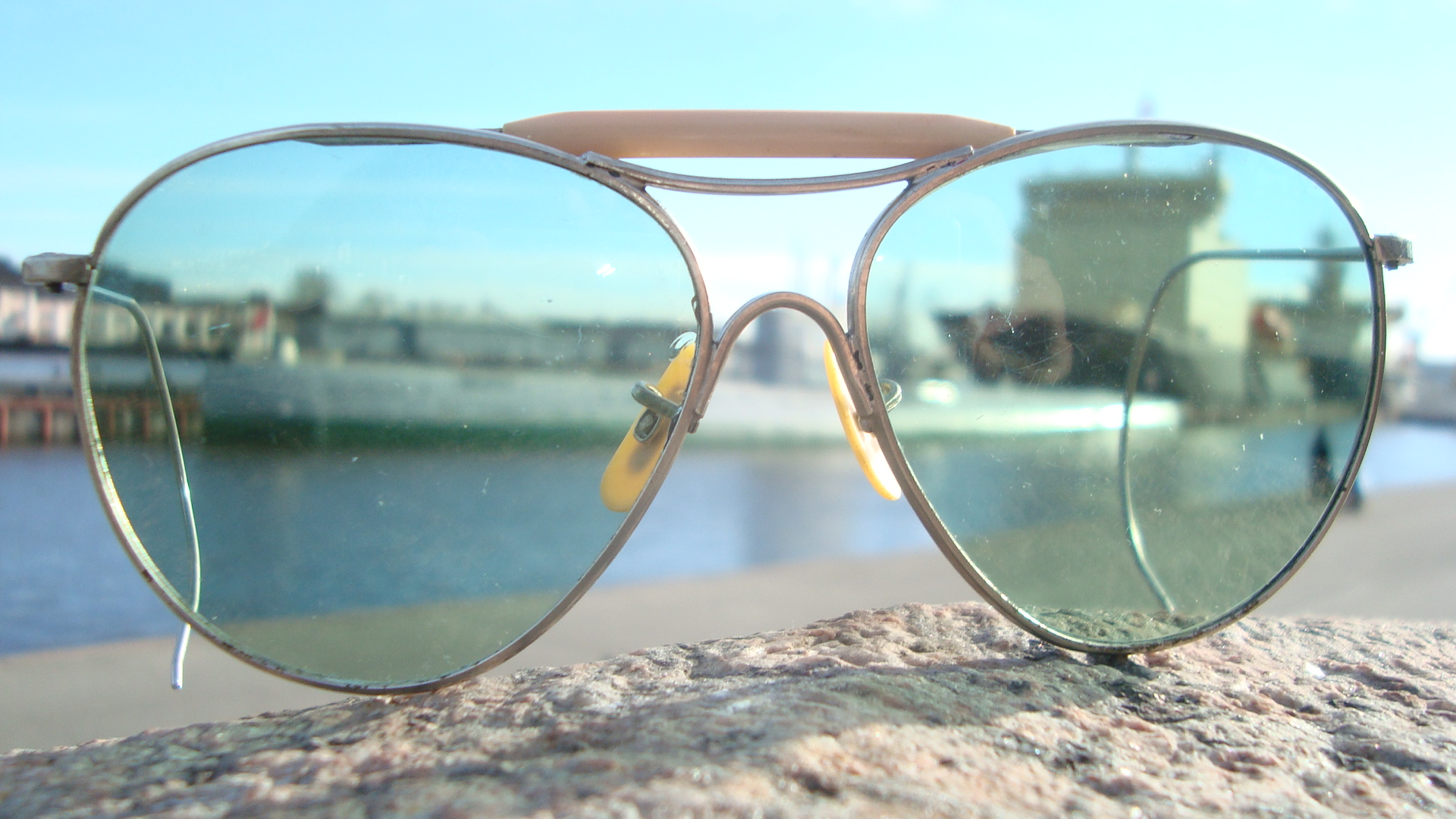
Модель AN6532, прообраз «Авиатора»

Впоследствии появились варианты без лобовой перекладины и с пластмассовыми заушниками (известный обладатель таких очков — генерал Дуглас Макартур). Так как в те годы всё военное было в моде, эти очки стали популярны в народе и две фирмы вовремя сориентировались и стали в 1940-50-е годы продвигать подобные очки для гражданского использования. Bausch & Lomb возродила довоенный бренд Ray-Ban и название за очками закрепилось «Авиатор», а American Optical создала хоть и менее известный, но столь же харизматичный «Пилот».

### Вайфареры
Вайфареры (Ray-Ban Wayfarer) — очки в роговой или пластмассовой оправе, выпущенные фирмой Bausch & Lomb или Luxottica (c 1999 года) под своим брендом Ray Ban в 1952. Они имеют трапециевидную форму, сверху шире, и чёрную или цветную оправу.

### Градиенты

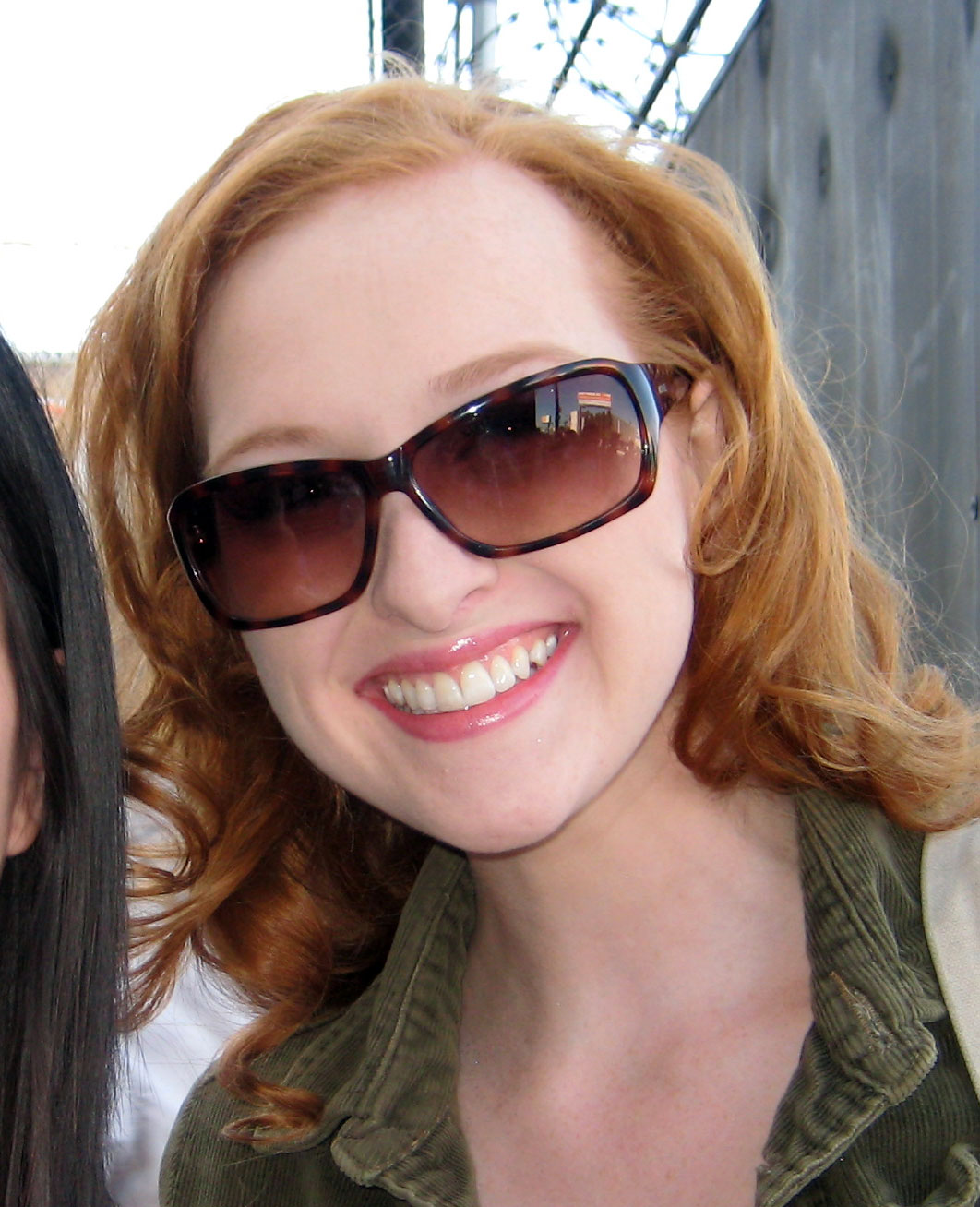
Градиенты

Градиенты сверху темнее, внизу светлее. Поэтому чем выше, тем больше защита от яркого света.
Градиенты хороши тем, что их можно носить даже в помещении, например, в ночном клубе, не боясь споткнуться. Они также годятся для лётчиков и водителей — нижняя часть — для панели приборов, а верхняя — чтобы смотреть в окно.
Двойные градиенты сверху и внизу темнее, а в середине — светлее.

### Гранды

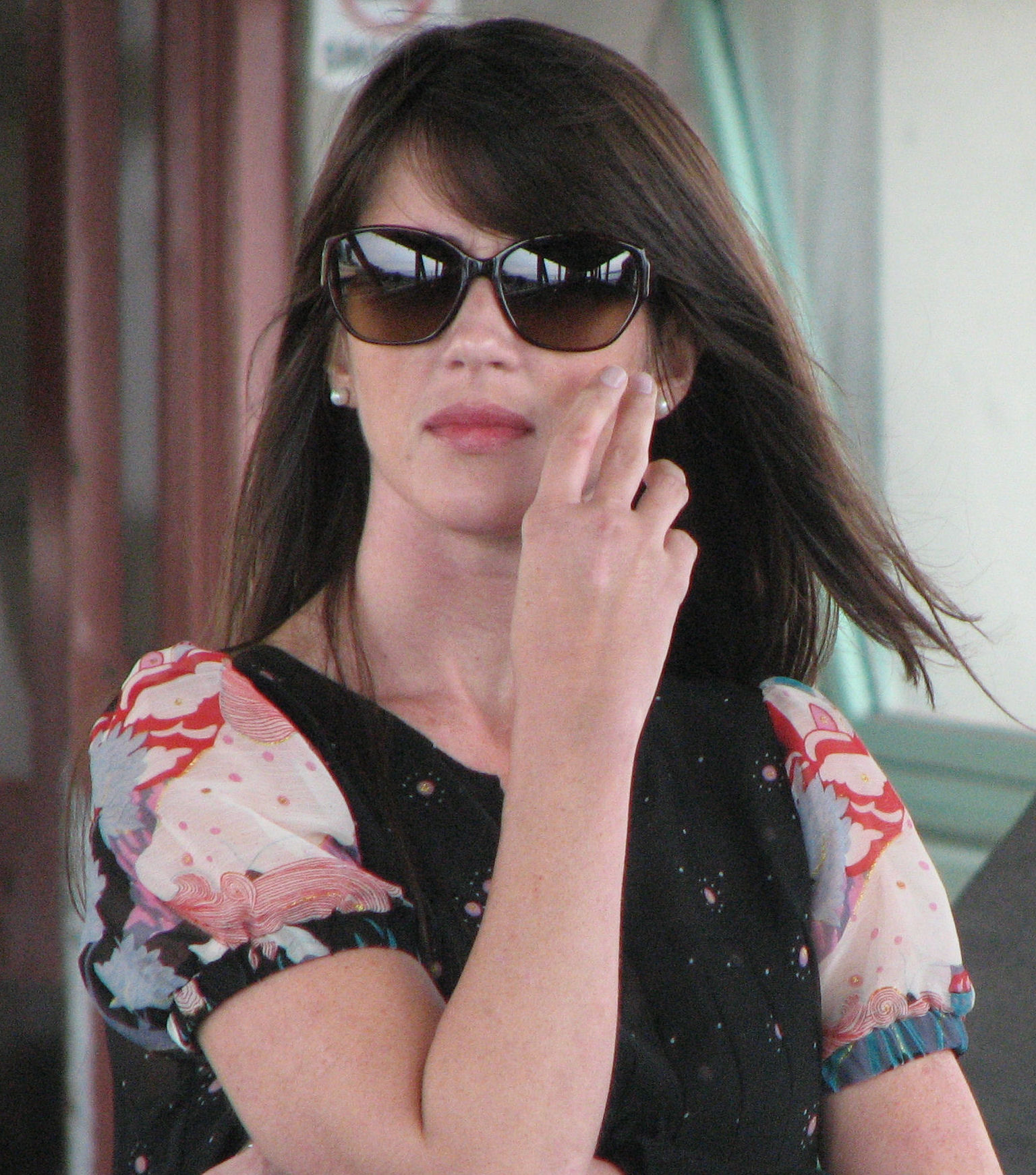
Гранды в стиле Жаклин Кеннеди

Гранды с огромными линзами чаще всего используются просто для красоты. Это самые дешевые очки с разноцветными линзами и оправами.
Гранды предохраняют не только от загара (чем крупнее, тем лучше), но и от посторонних взглядов.

### Дырочные очки

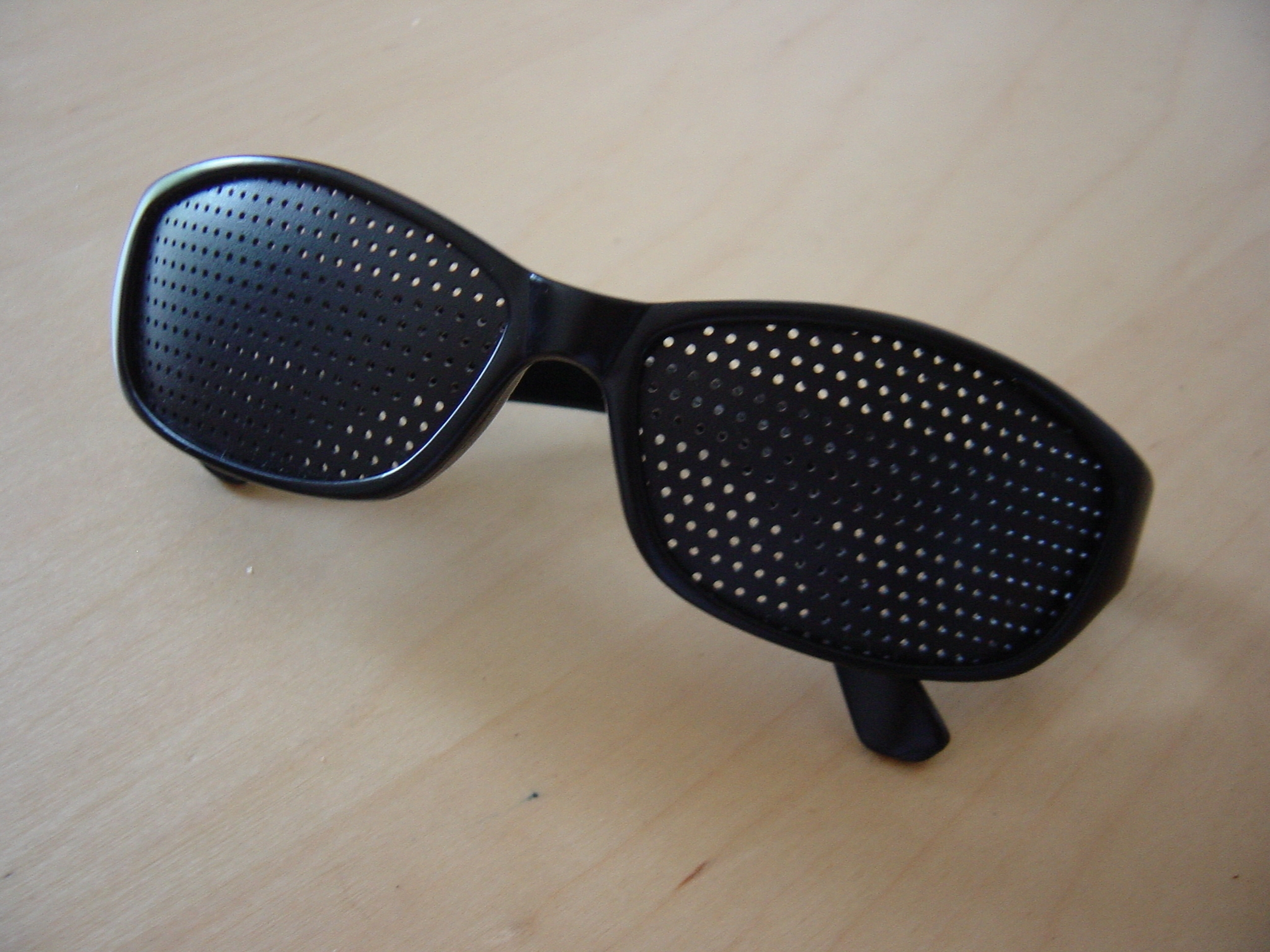
Дырочные очки

Дырочные, или перфорированные, уменьшают (а не фильтруют) световой поток с помощью не затемнённых линз, а сетки с мелкими отверстиями, как у северных народов. Этим они напоминают занавеску на окне. Иногда перфорированные очки делаются также с линзами в дополнение к сетке — иначе они не защищают от ультрафиолета.
Кроме того, есть сведения, что эти мелкие отверстия обладают эффектом диафрагмы, наподобие камеры-обскуры, то есть повышают остроту зрения при нарушениях рефракции. Но, ограничивая поле зрения, для тонкой и точной работы они не годятся.

### «Кошачий глаз»

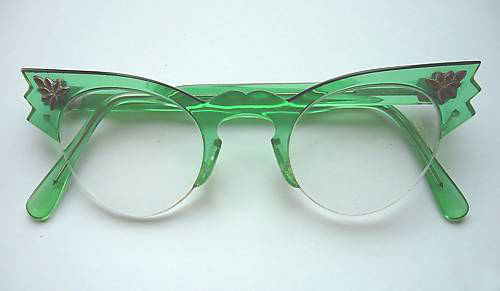
«Кошачий глаз»

«Кошачий глаз» — очки в толстой роговой оправе с заострёнными верхними углами. В основном их носят женщины.
Разновидность «кошачьего глаза» — так называемая «стрекоза» (большие круглые или квадратные линзы в толстой оправе). В наше время это скорее стиль ретро.

### Очки Броулайн

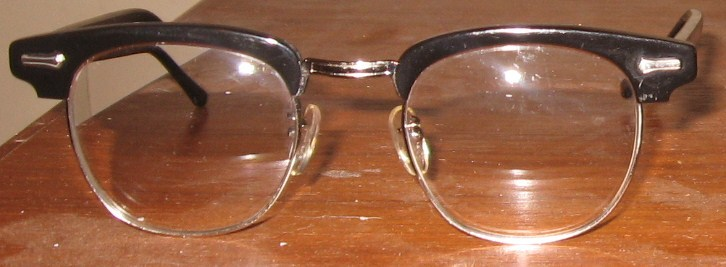
Надбровные очки

Броулайн (по терминологии фирмы Ray Ban — Clubmaster 2156, 3016, 4132) появились в 1950-е в Америке. Название связано с тем, что утолщённая верхняя часть оправы повторяет линию бровей. Обычно нижняя часть оправы и перемычка металлические, а верхняя — пластмассовая, но иногда пластмассовая перемычка может входить в состав верхней части.

### Насадочные линзы
Насадочные линзы, также «флипы» или «клипы» — это гранды, которые прикалываются поверх оптических очков в качестве солнцезащитных (редко — наоборот) и поднимаются в помещении.

### Облегающие очки

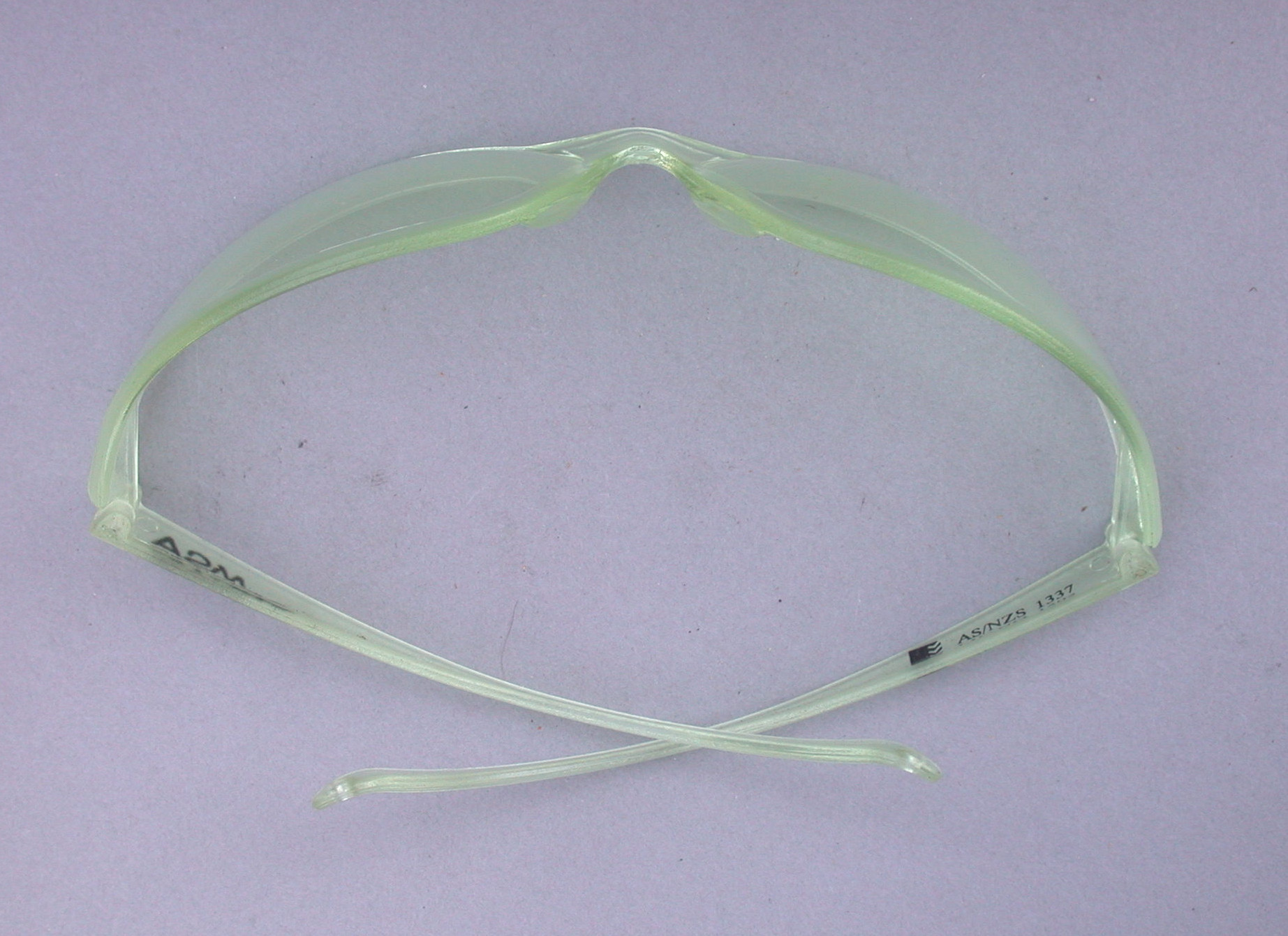
Облегающие очки

Облегающие, известные также как обтекаемые или панорамные (по терминологии фирмы Ray Ban — Wings 3416 или Youngster 3471) — это специальные очки. Они состоят из одной линзы, изогнутой полукругом, которая покрывает оба глаза и часть лица, и небольшой пластмассовой оправы, находящейся только на месте перемычки.
Изредка встречается вариант с двумя линзами, но они тоже изогнуты полукругом.
Облегающие очки часто используются в зимних видах спорта.

### Очки для военных

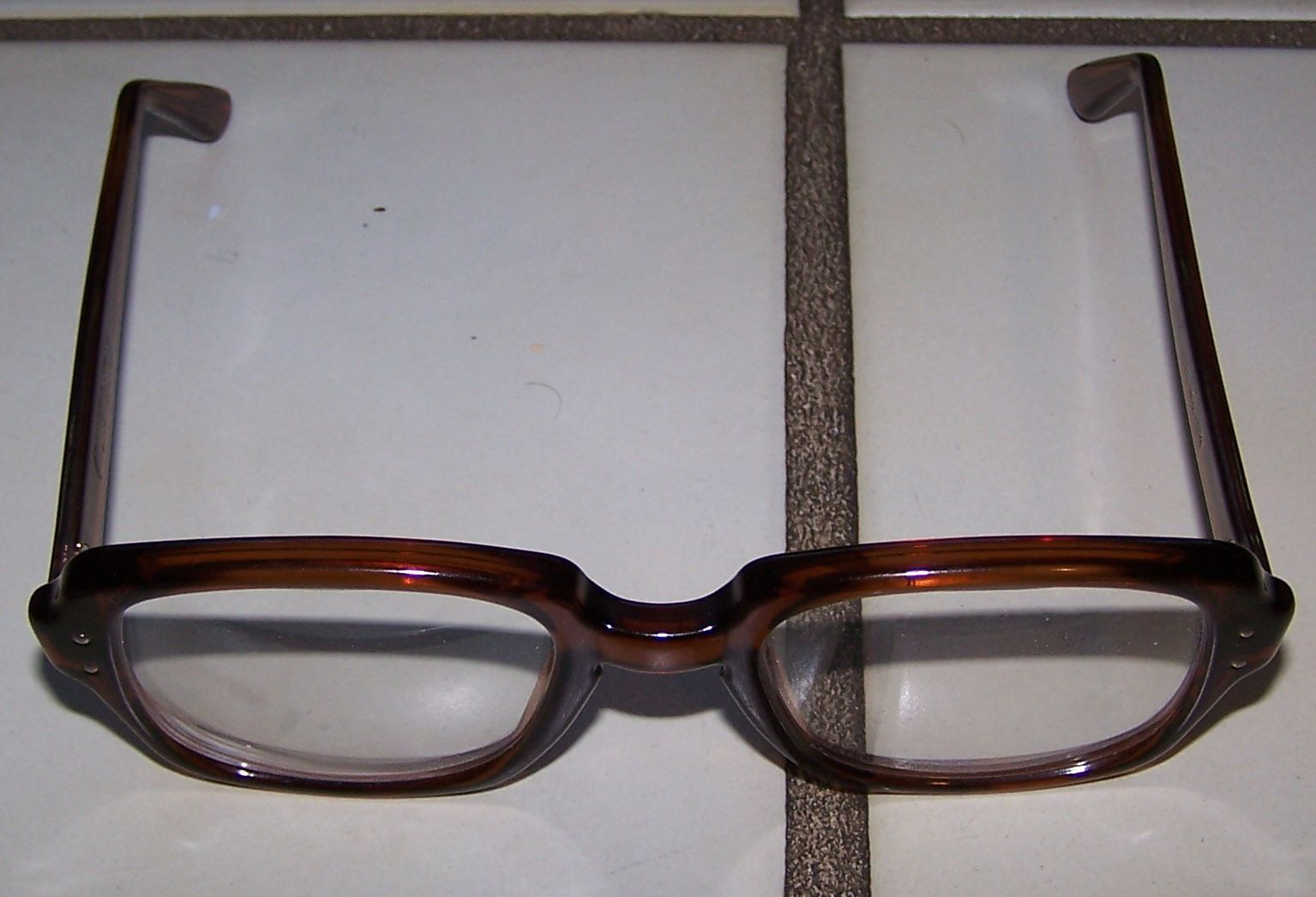
Очки для военных

Очки для военных относятся к разряду ширпотреба[прояснить]. Они выпускаются в толстой пластмассовой оправе прямоугольной формы с округлёнными углами и металлическими стержнями внутри дужек, чаще всего с диоптриями (но иногда бывают и затемнены).
Они сочетают в себе повышенную прочность и сравнительно небольшую стоимость. Их линзы достаточно широкие, чтобы не ограничивать поле зрения.

### Очки для защиты от лазерного излучения

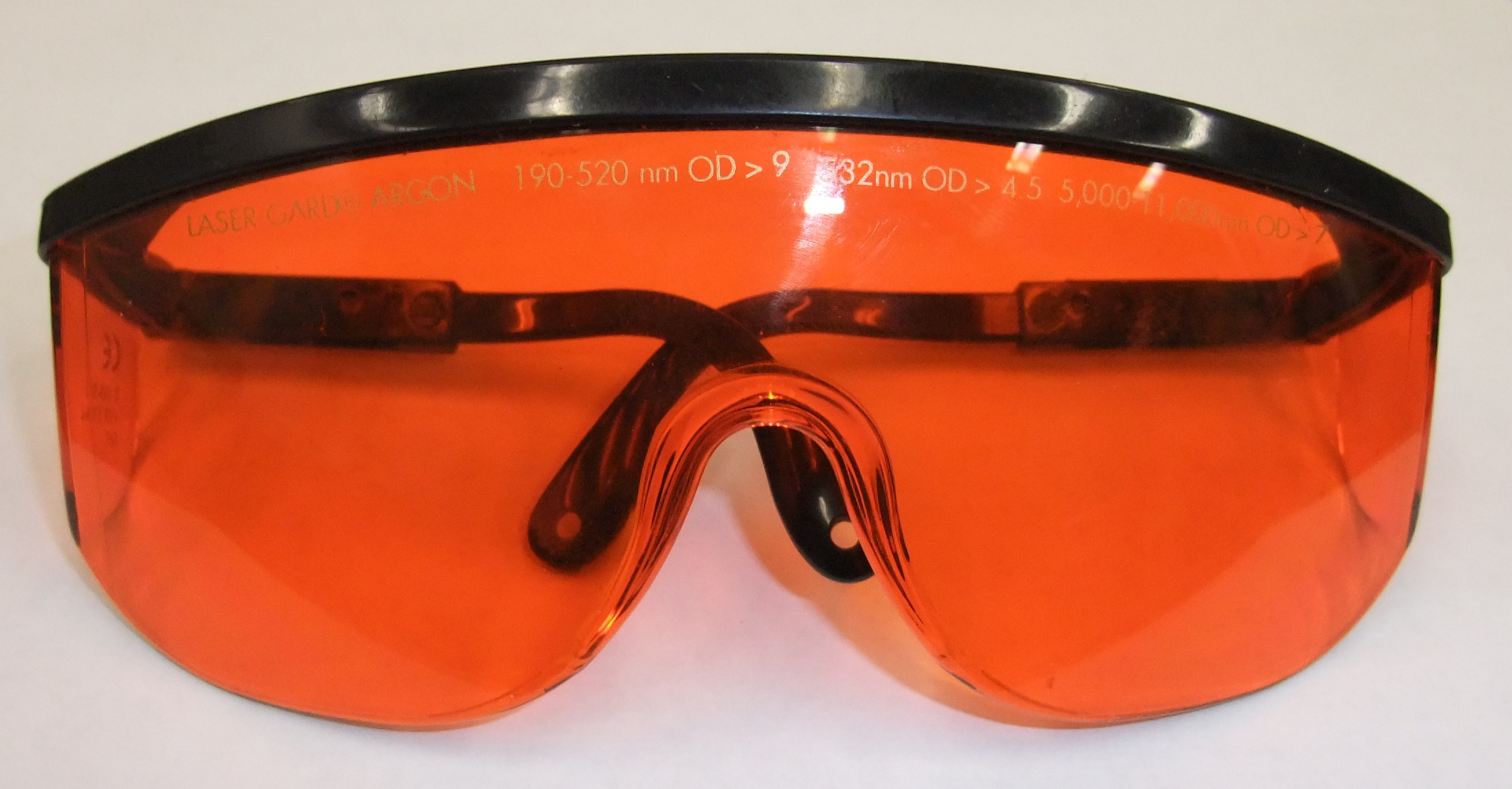
Очки для защиты от лазерного излучения

Очки для защиты от лазерного излучения фильтруют видимые и невидимые частоты лазерных лучей. Принцип их действия упрощается тем, что лазерный луч содержит только одну частоту (монохроматичный). Но это также значит, что для защиты глаз от излучения конкретного лазера нужны свои определённые очки.

### Сварочные очки

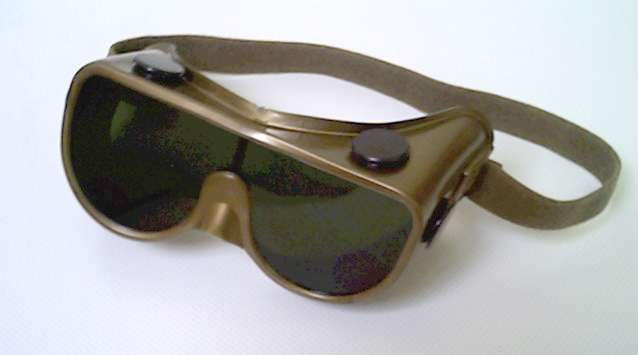
Очки для газосварки

Сварочные похожи на облегающие, но гораздо темнее. Они защищают глаза при сварке и резке металла, причем не только от радиации, которую излучает электрическая дуга, но также и от искр.
При сварке и резке металла выделяются ультрафиолетовые и инфракрасные лучи. Они невидимые, но от этого не менее коварные. Поэтому сварщику нужны темные фильтры, чтобы смотреть на раскалённый металл.
Так как сварочные очки плотно прилегают, они обеспечивают хорошую защиту от ультрафиолета. При этом для каждой работы нужны свои фильтры. Например, для электросварки ещё более темные, чем для газосварки — поэтому газосварочными для электросварки пользоваться нельзя, а наоборот можно.
При сварке без соответствующей защиты может наступить так называемая офтальмия, то есть ожог сетчатки или роговицы глаза.

### Ленноны (тишейды)

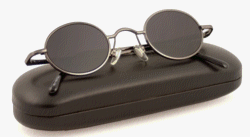

Тишейды

«Леннонами» сегодня принято называть небольшие металлические очки с круглыми световыми проёмами. Своим названием они, как нетрудно догадаться, обязаны Джону Леннону — одному из самых известных пользователей круглых очков за всю их историю. В 1960—1970-е годы, подражая своему кумиру, многие молодые люди стремились иметь нечто подобное.
Очки Леннона были никелированными. Однако сегодня, говоря о «леннонах», имеется в виду, в первую очередь, их форма, а не материал (так что у аллергиков на никель проблем с современными очками быть не должно).
После того как в 1980 году лидер ливерпульской четвёрки, призывавший людей заниматься любовью, а не войной, был убит, круглые очки стали символом мира и движения хиппи. Скандального музыканта Оззи Осборна, который также оказался неравнодушен к круглым очкам, к «детям цветов» не причисляют, однако благодаря ему круглые очки стали ещё и достоянием андеграунда, представители которого именуют очки а-ля Осборн «оззи».
Впрочем, у тех, чье детство пришлось на 1990-е годы, «ленноны» ассоциируются отнюдь не с упомянутыми выше музыкантами, а скорее с юным волшебником Гарри Поттером. Этому персонажу принадлежит немалая заслуга в том, что круглые очки приобрели большую популярность у подростков-очкариков, которые перестали наконец чувствовать себя аутсайдерами.
В наше время тишейды бывают разноцветныe или с зеркальным покрытием, более крупных размеров, а также с пластмассовыми линзами.

### Смарт-очки
Google Glass